# Pierre Méjanel
Pierre Méjanel (París, 11 de marzo de 1837 - Ibídem, 15 de diciembre de 1905) fue un pintor francés, activo durante el siglo XIX como ilustrador.

## Biografía
Según Gérald Schurr, Pierre Méjanel nació en París alrededor de 1850. Fue en Londres donde tuvo lugar su educación artística, con Francis Arundale. Envió pinturas a varios salones de París de 1878 a 1898.

## Obras
- The Curé of Sézanne , pastel, 1.27 x 1.57 m, evocando un episodio de la obra  Légendes de l'Aigle  de Georges d'Esparbès , exhibido en el Salón de 1898 y comprado por el Estado en 1898, depositado en el ayuntamiento de Châlons-en-Champagne, luego transferido al museo de la ciudad.
- Traducción del corazón de Kellermann en Châlons, acuarela, 1.10 x 1.15 m, comprada por el Estado en 1895, depositada en 1896 en el museo Laon.

Ilustraciones para libros
- Bocetos de la vida y el deporte en el sudeste de África  por Charles Edward Hamilton,[2] Londres, Chapman & Hall, 1870
- Los crímenes de la condesa  por Henry Pravert y J. Chaffiol, París, Librairie nationale, 1880 - % A9janel.langFR leído en Gallica
- Les Châtiments  de Victor Hugo, 1882
- Le Secret de Tropmann  de Jules Fréval, supl. Francia literaria, Librairie populaire, 1887
- "Los misterios de la masonería" de Léo Taxil, Letouzay & Ané, 1890 [?]
- "Surcouf tackling Kent" en  Gloires navales française, s.l.n.d.
- La Palefrenier d Henri Rochefort, París, 1883 - A9janel.langFR leer en Gallica
- "El pintoresco museo del viaje del zar" por John Grand-Carteret, París, Charpentier y Fasquelle, 1897 - /12148/bpt6k64394020.r= Pierre + M% C3% A9janel.langFR leer en Gallica (enlace roto disponible en Internet Archive; véase el historial, la primera versión y la última).
- Para la gloria de los primeros Coraceros, Armand Colin y Cie, 1892

## Galería de imágenes

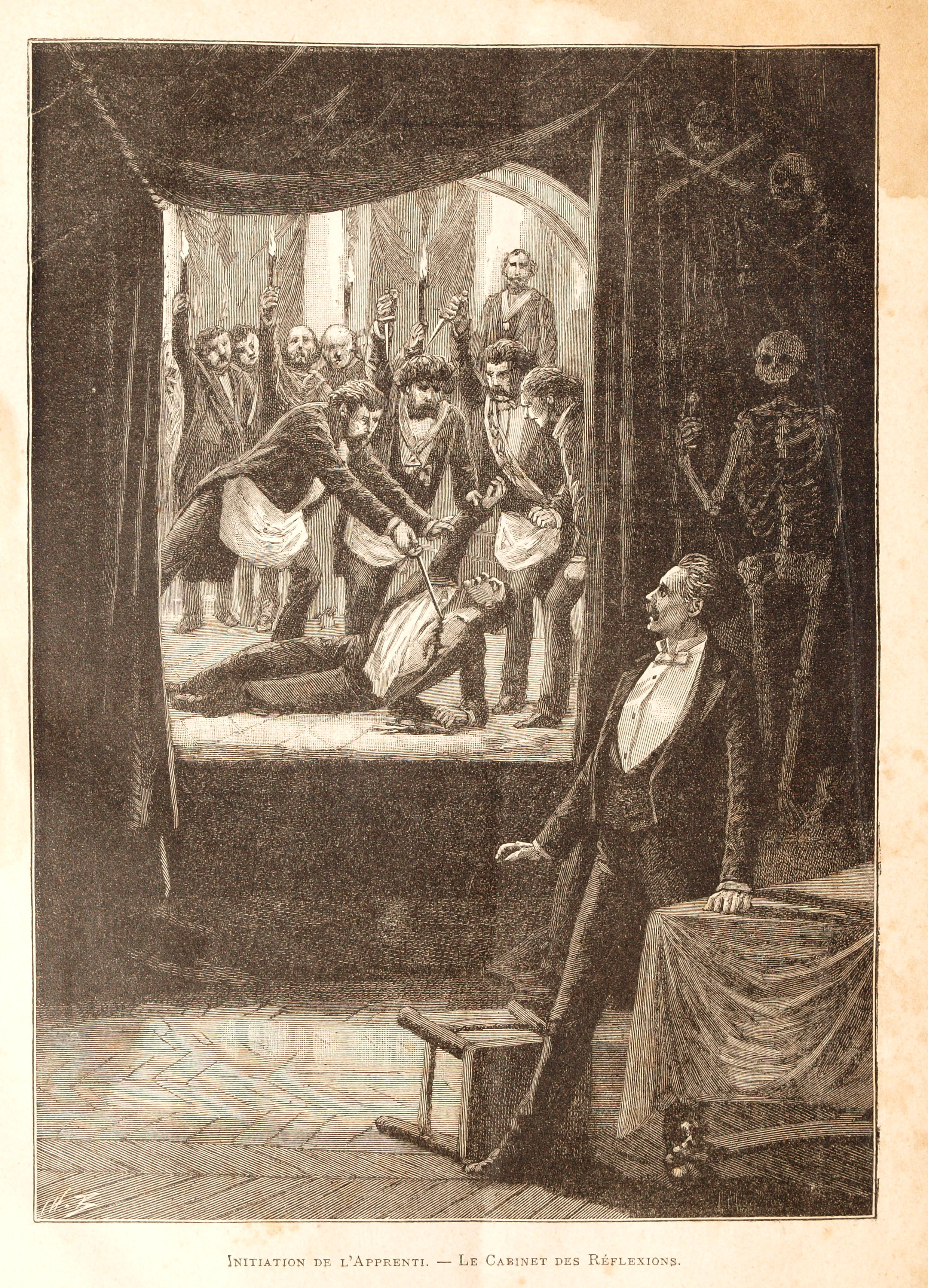
El profano se introduce en el Gabinete de reflexión
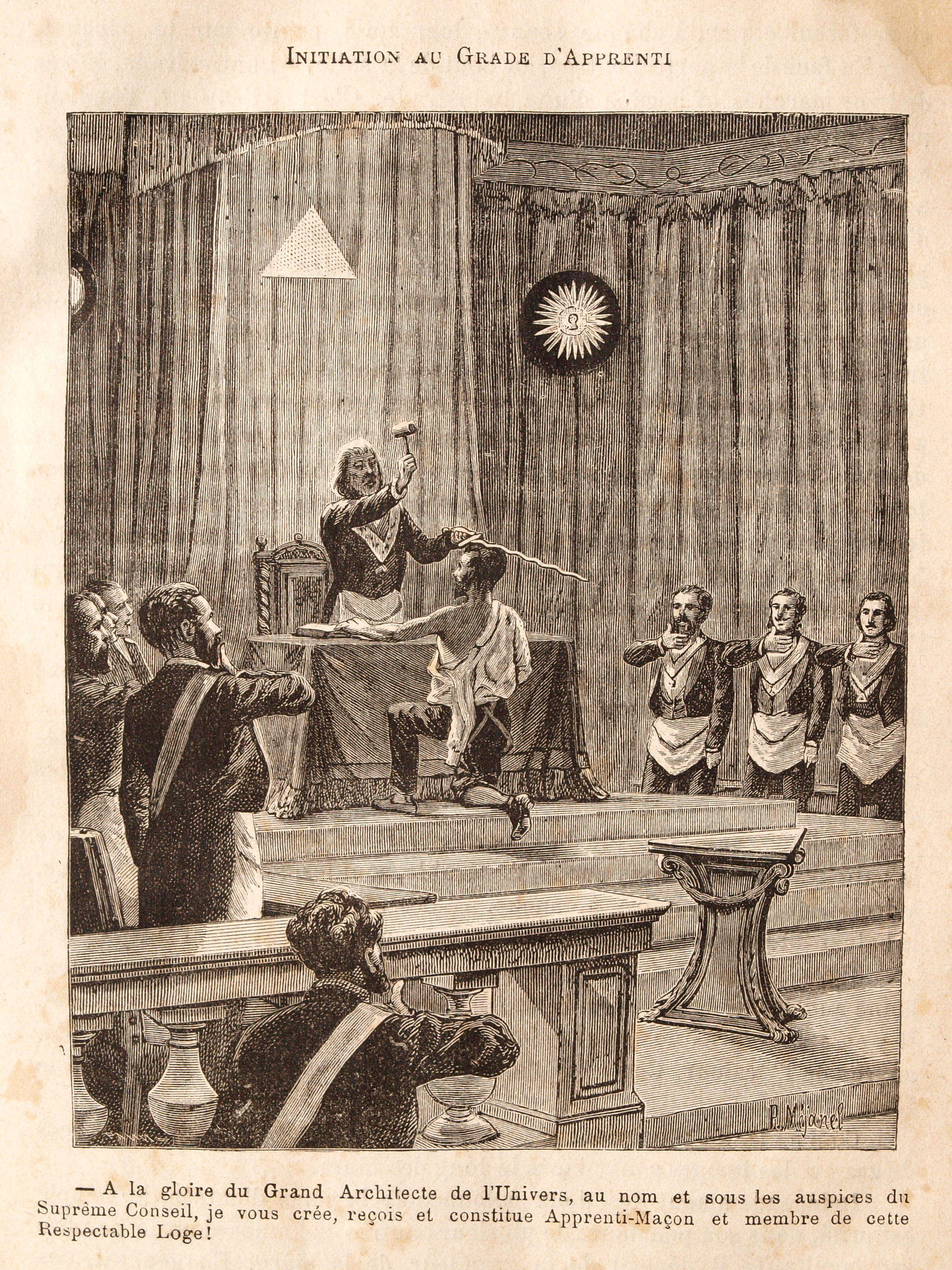
Iniciación al 1er grado masónico de Aprendiz
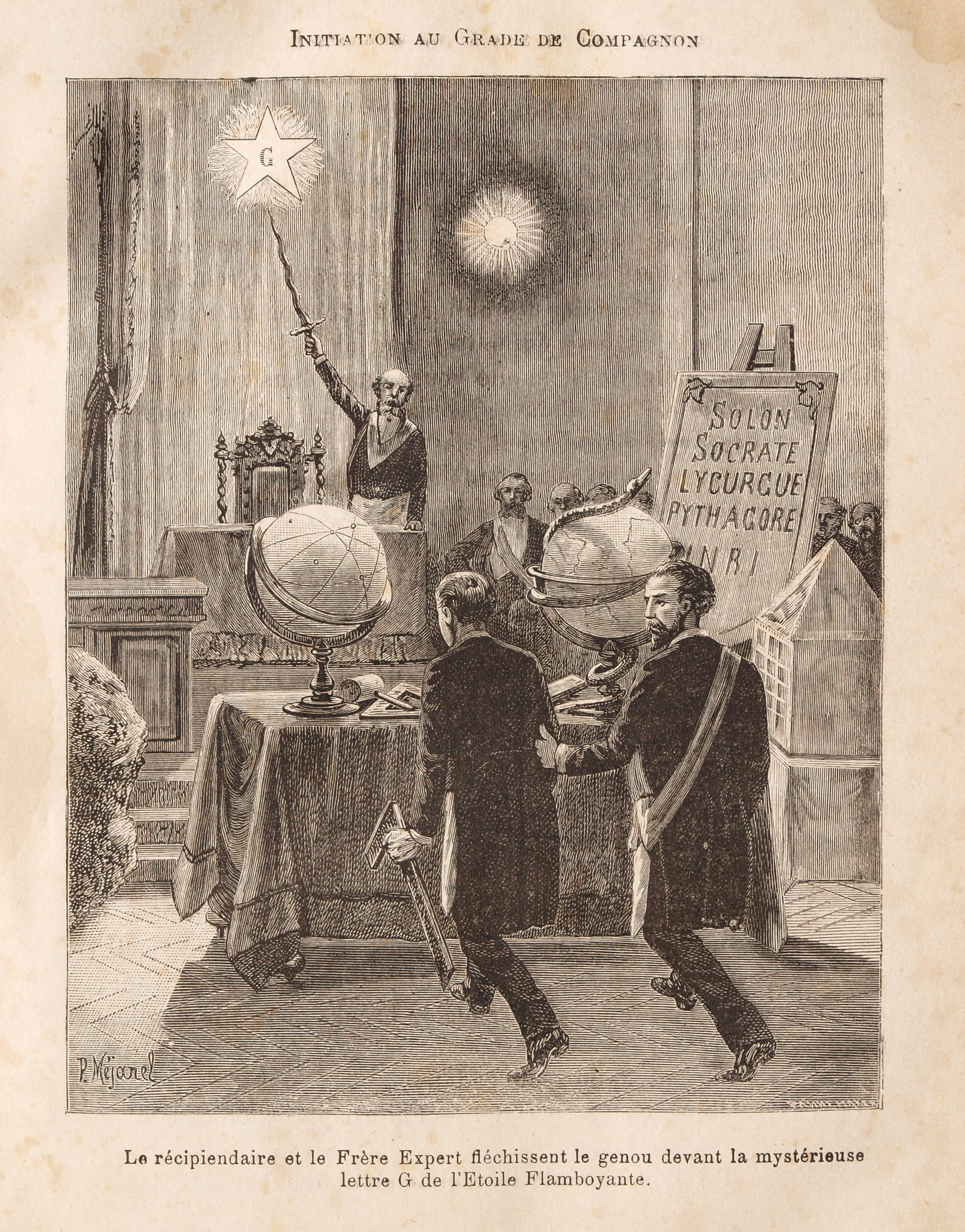
Iniciación al 2e grado de Compañero
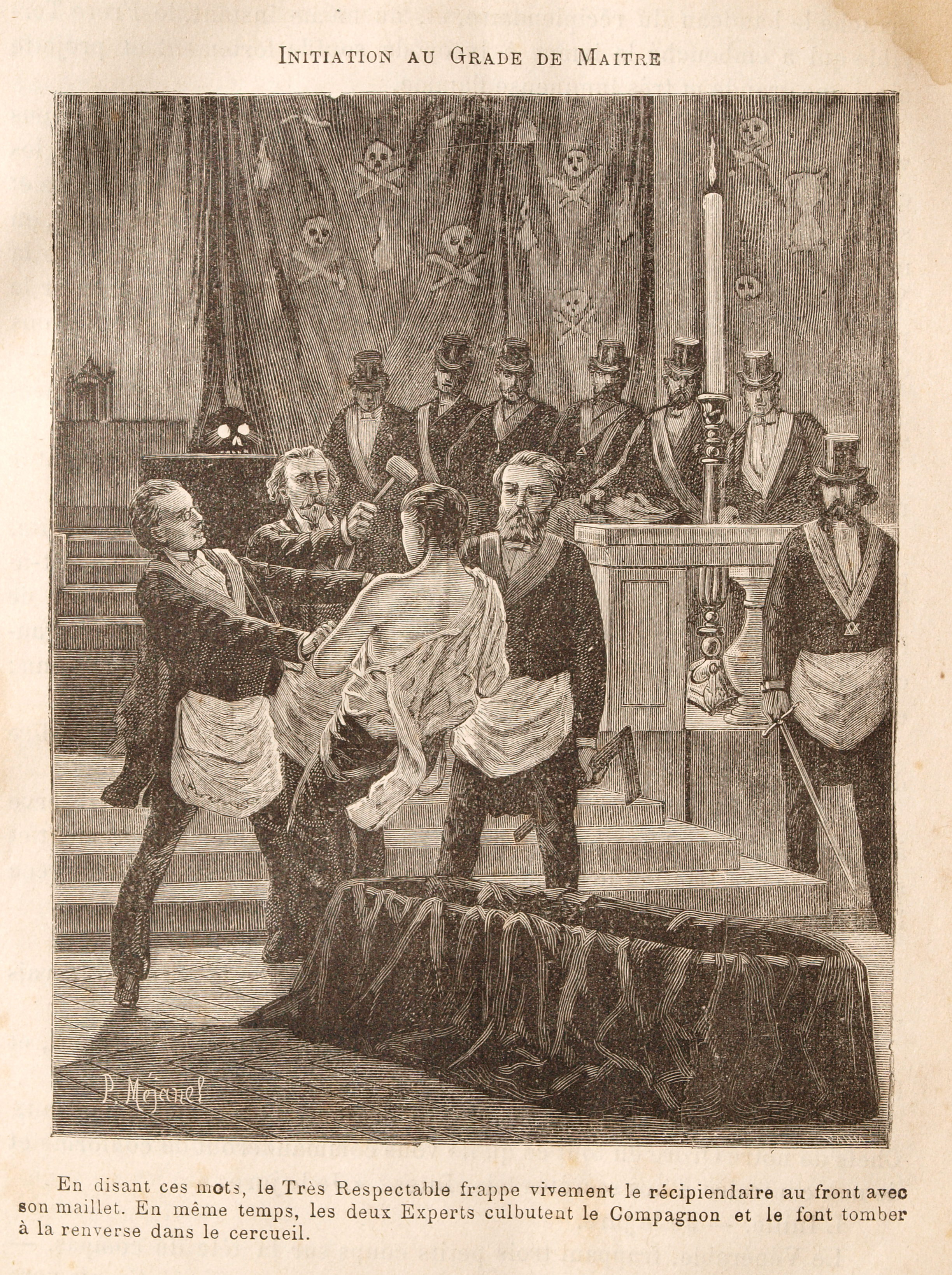
Iniciación al 3e grado de Maestro
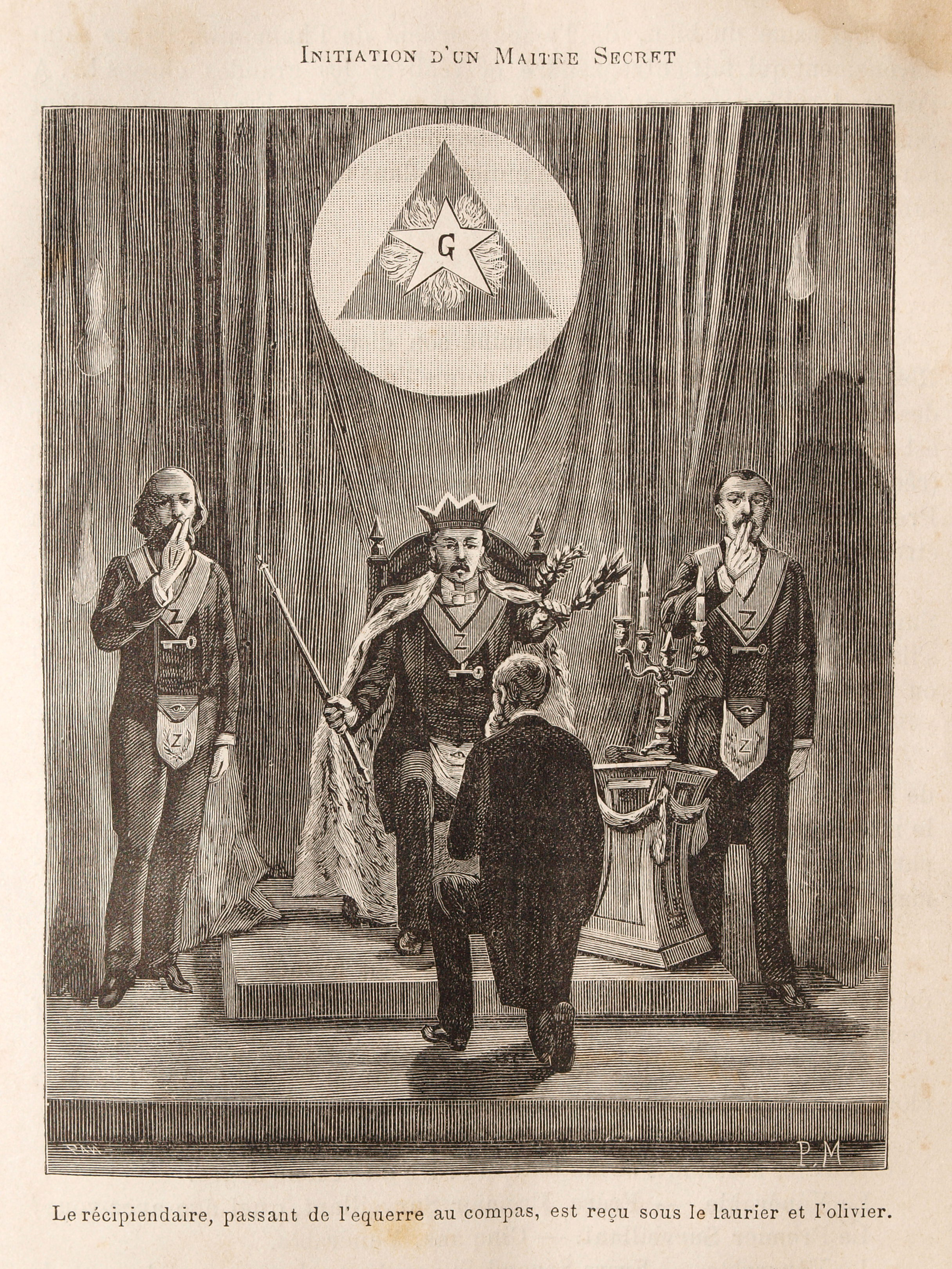
Iniciación al 4e grado de Maestro Secreto
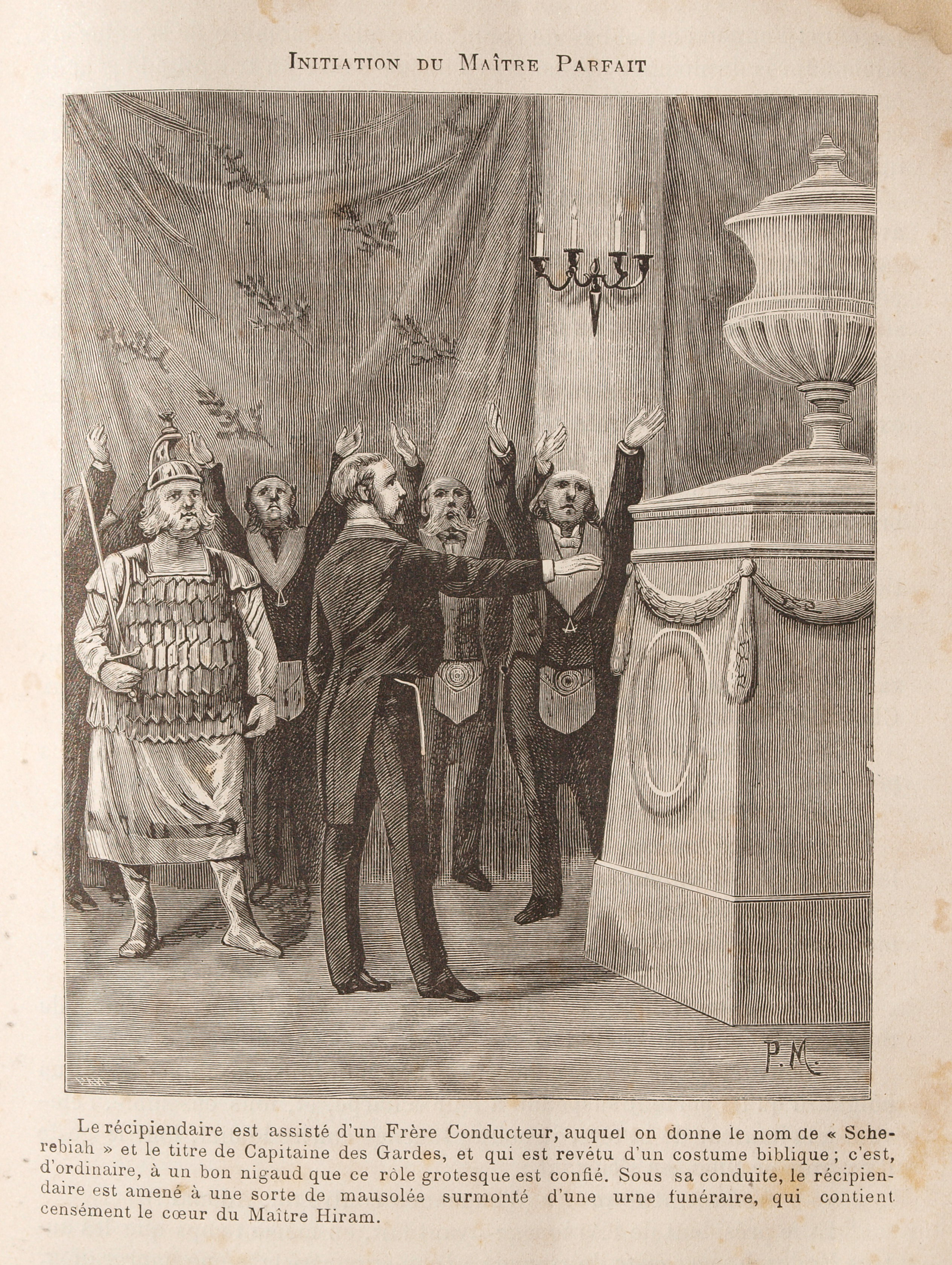
Iniciación al 5e grado de Maestro Perfecto
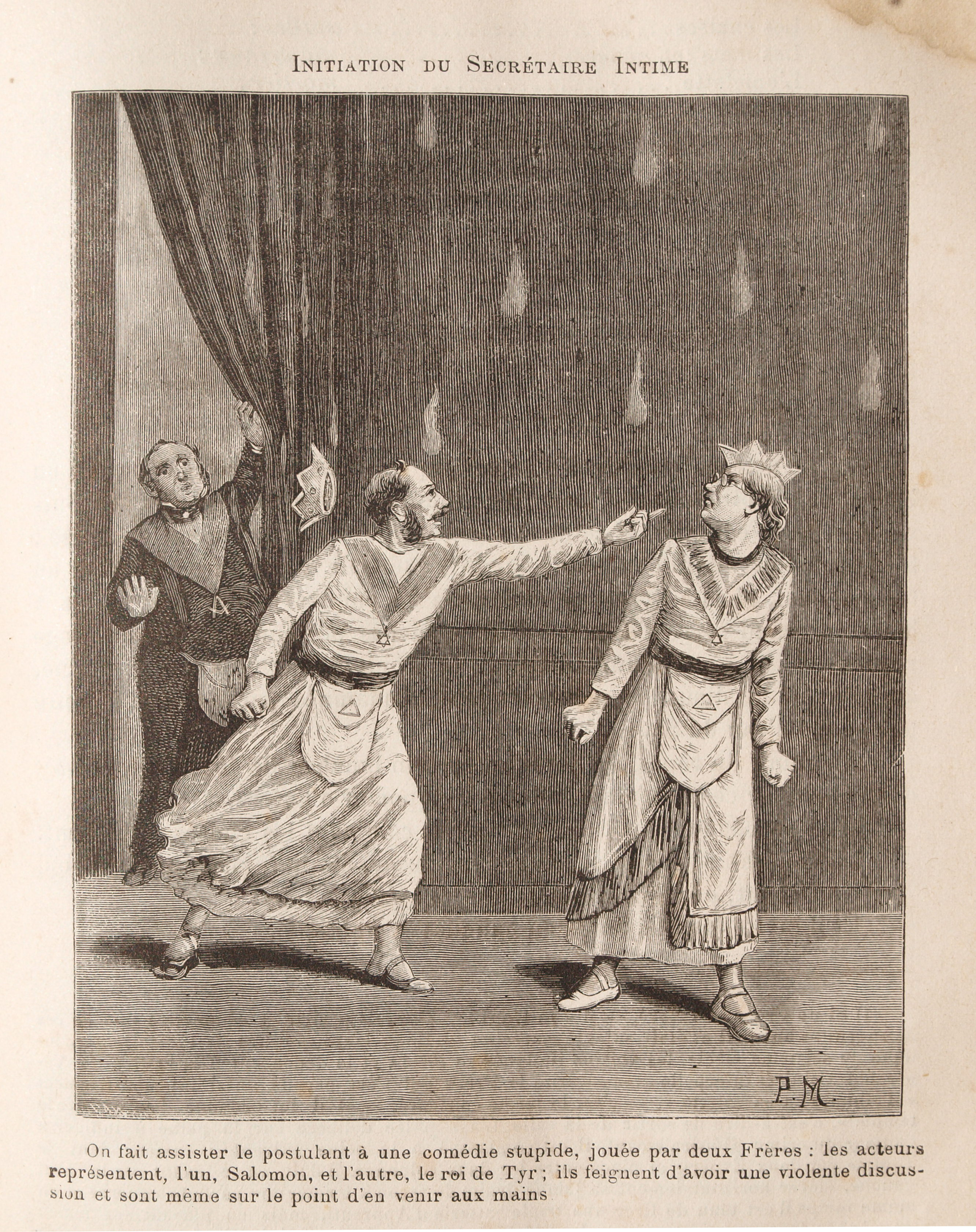
Iniciación al 6e grado de Secretario Íntimo
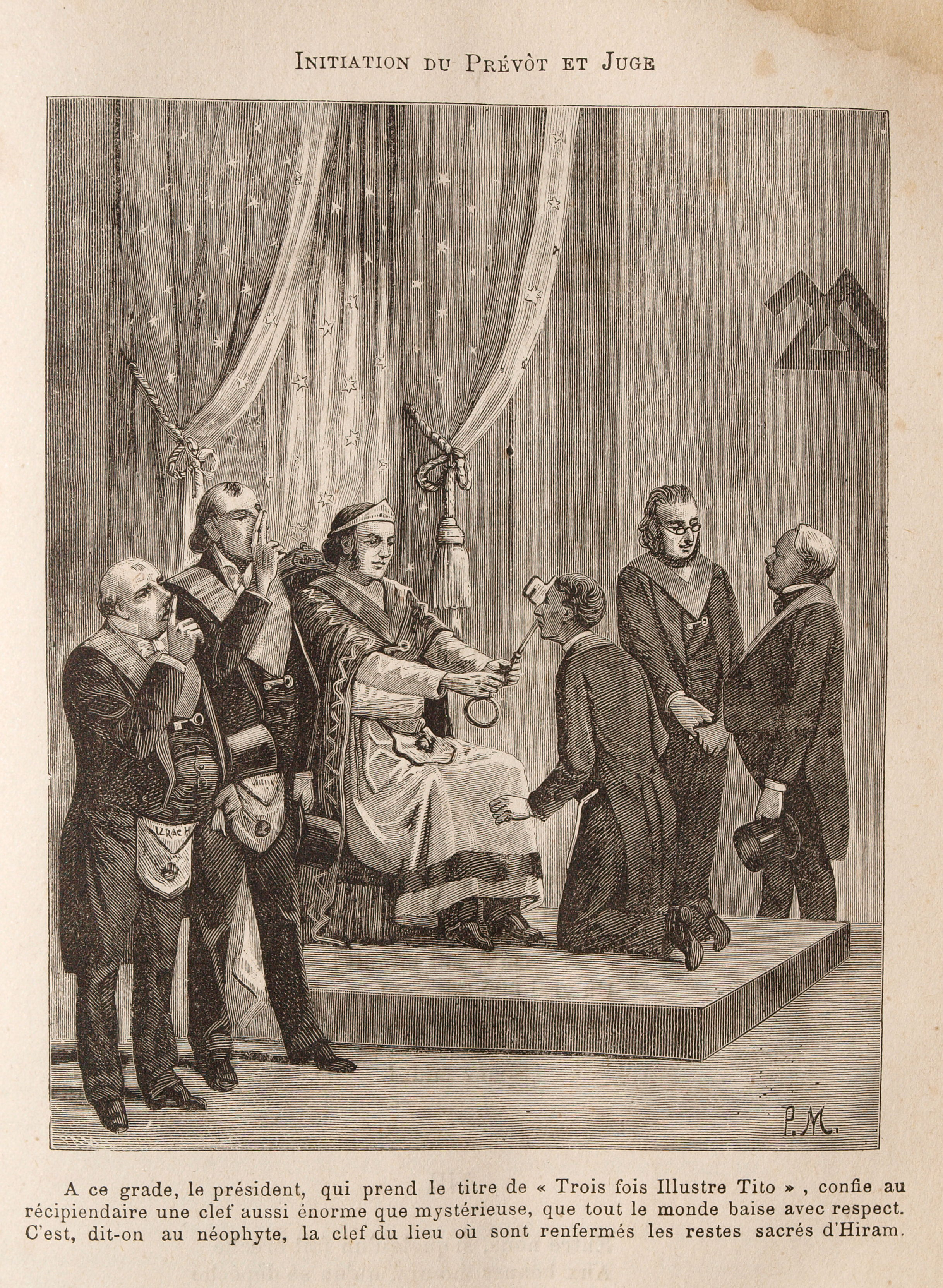
Iniciación al 7e grado de Preboste y Juez
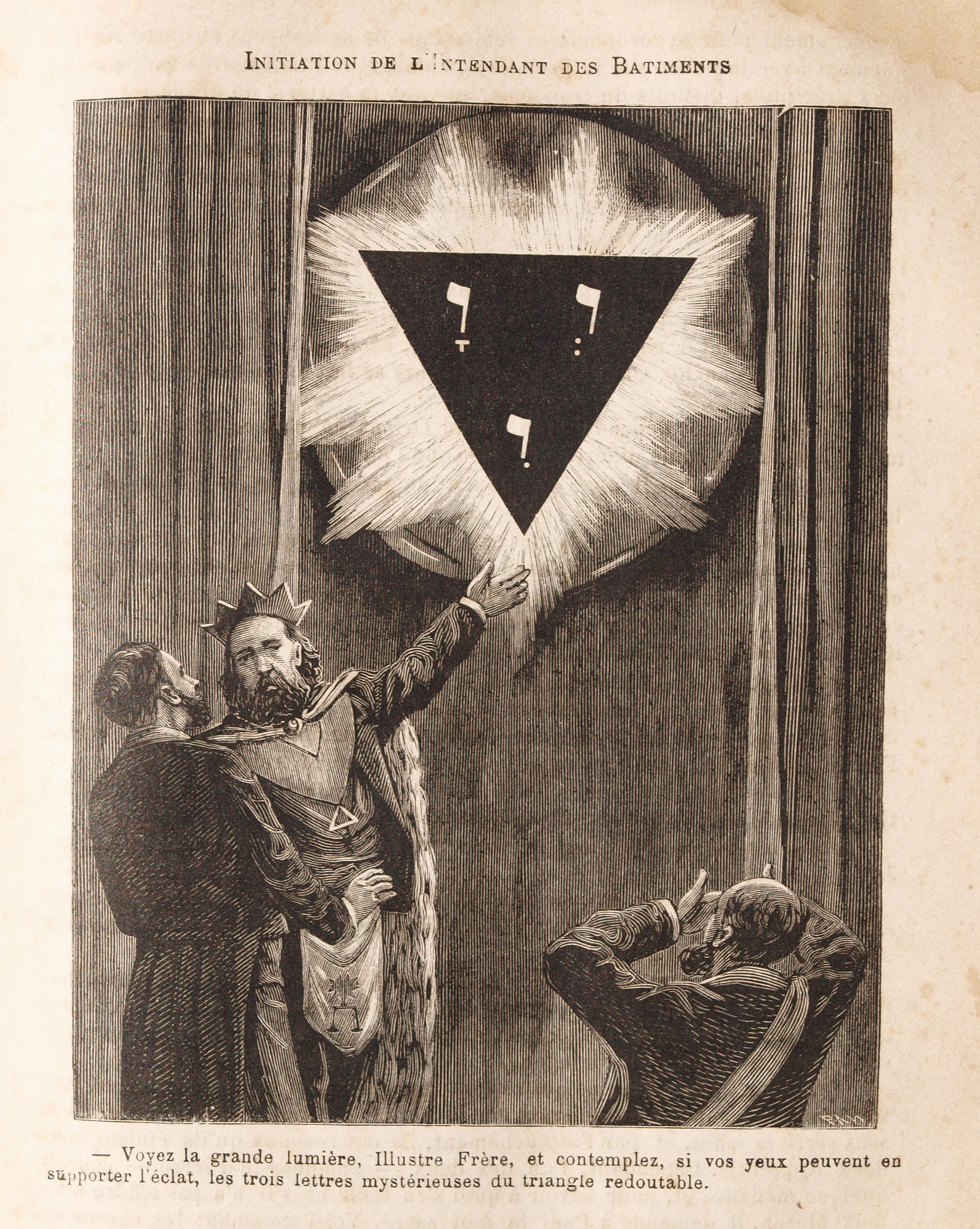
Iniciación al 8e grado de Intendente de la Construcción
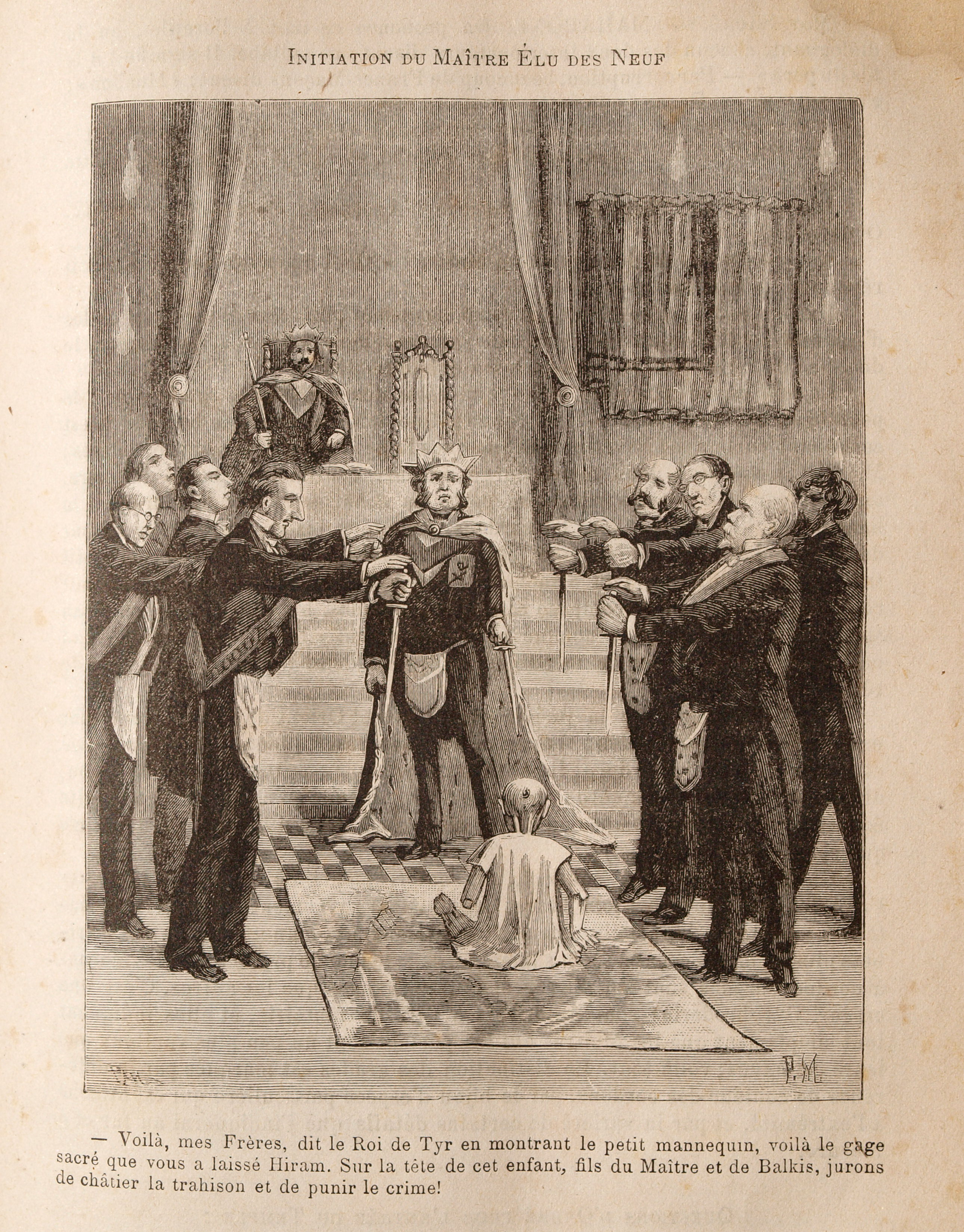
Iniciación al 9e grado de Maestro Elegido de los 9 1)
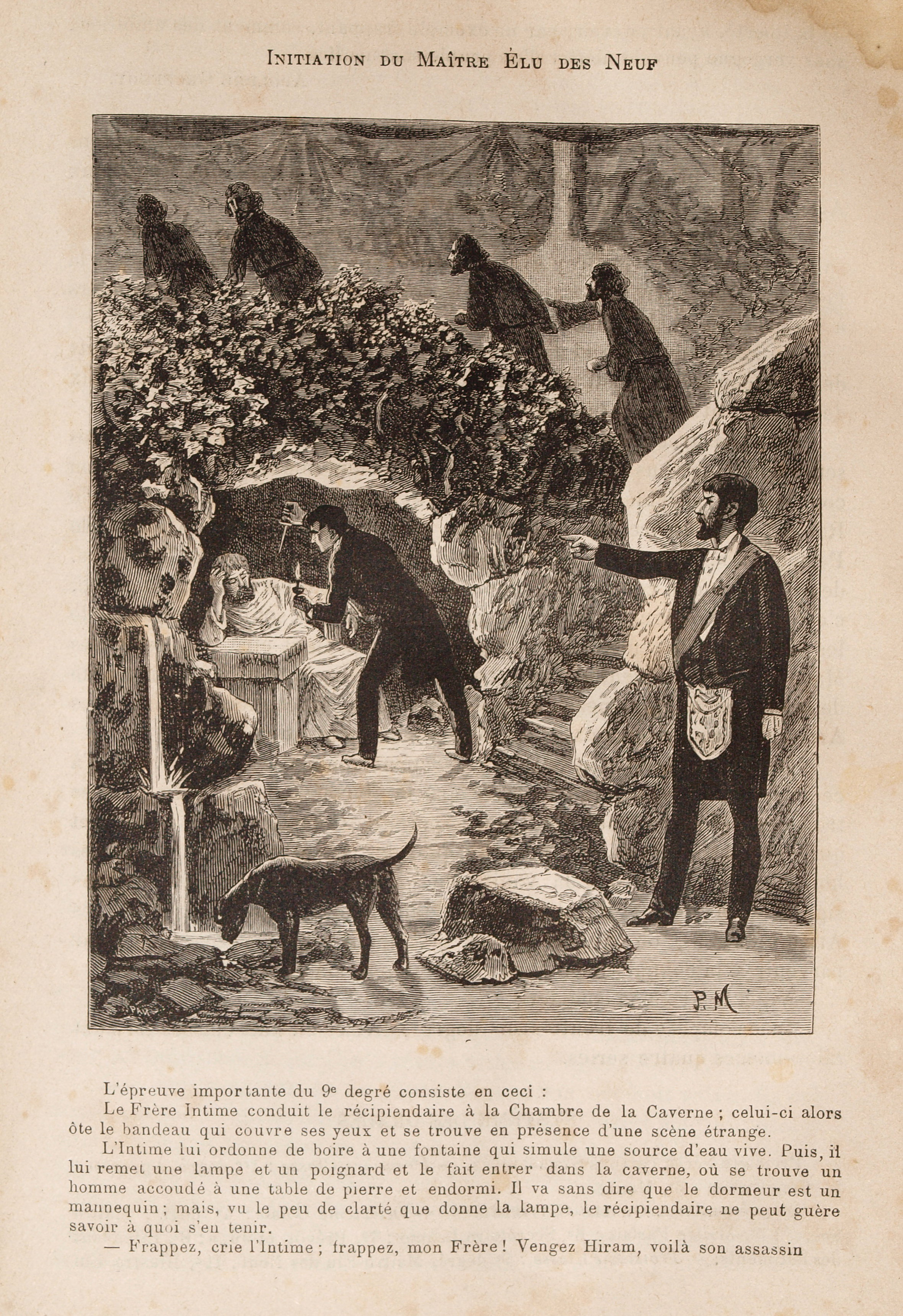
Iniciación al 9e grado de Maestro Elegido de los 9 2)
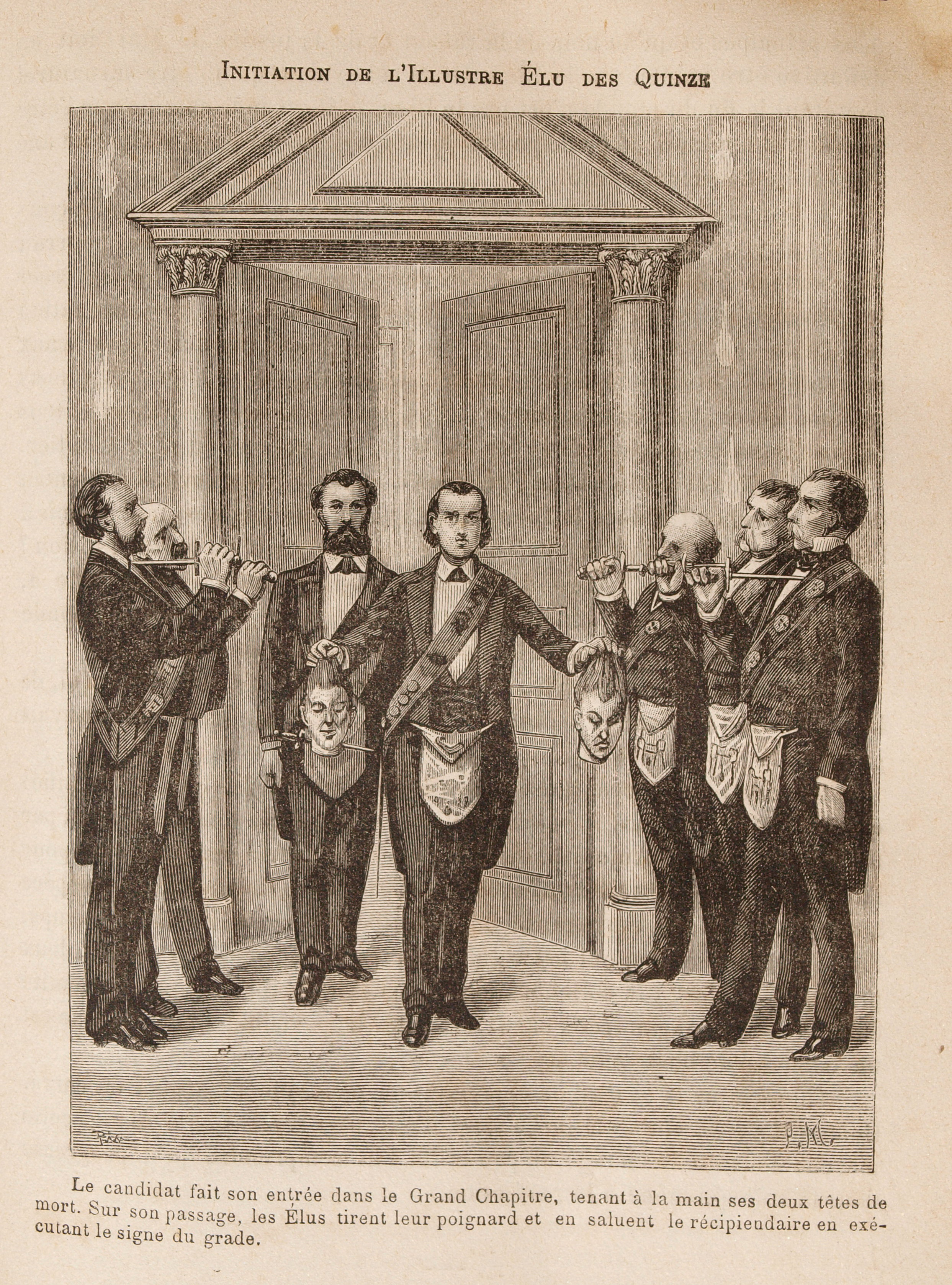
Iniciación al 10e grado de Maestro Elegido de los 15
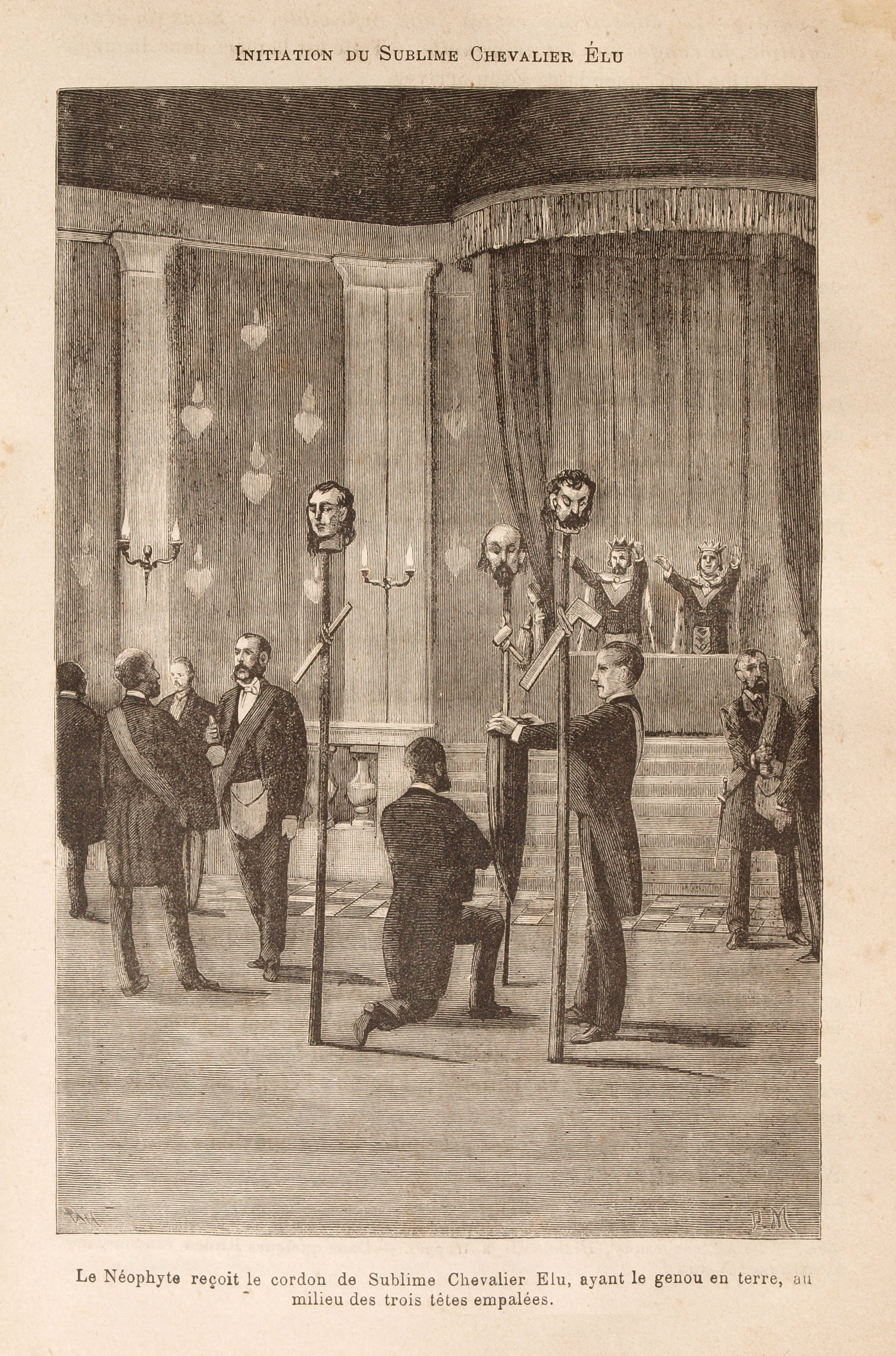
Iniciación al 11e grado de Sublime Caballero Elegido
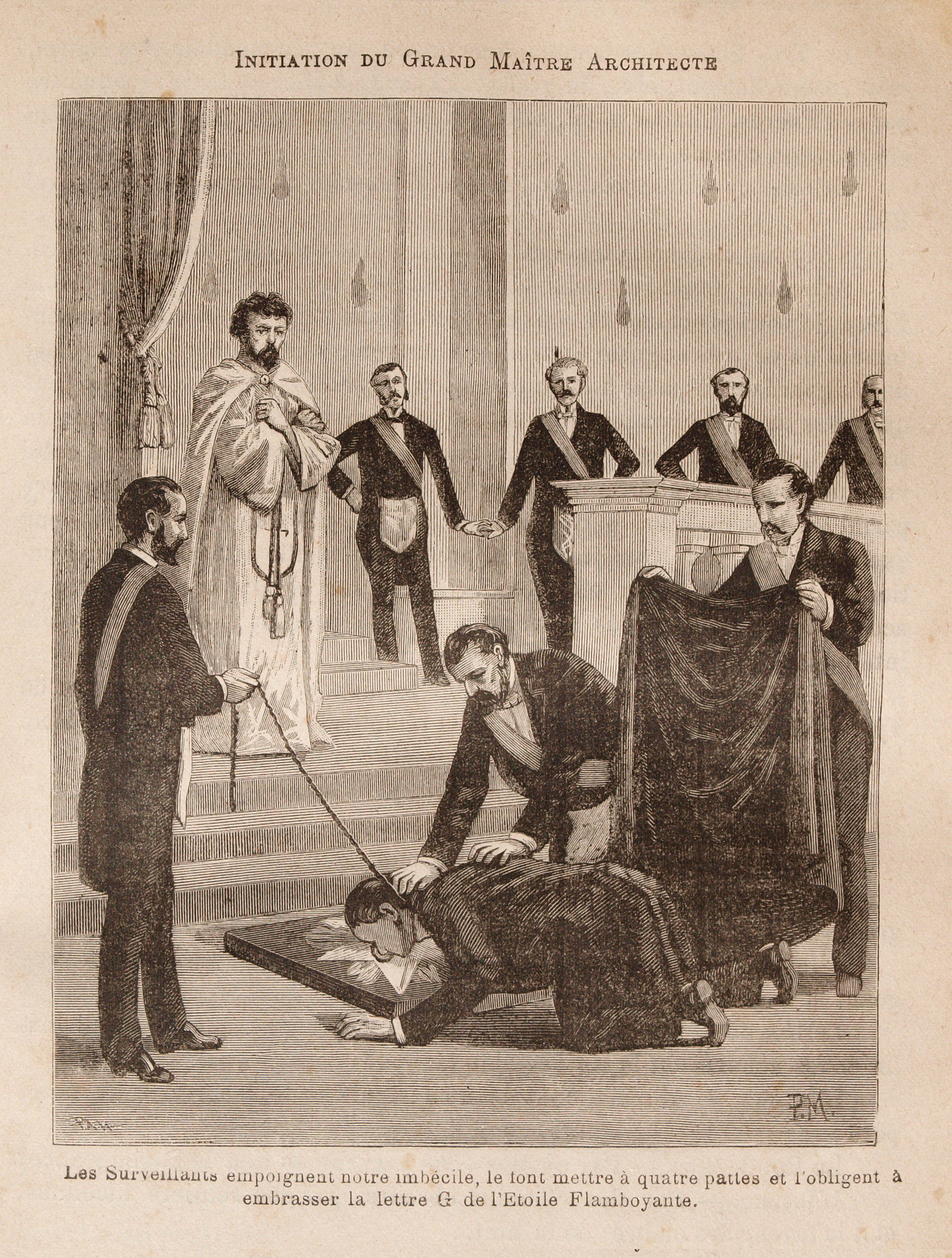
Iniciación al 12e grado de Gran Maestro Arquitecto
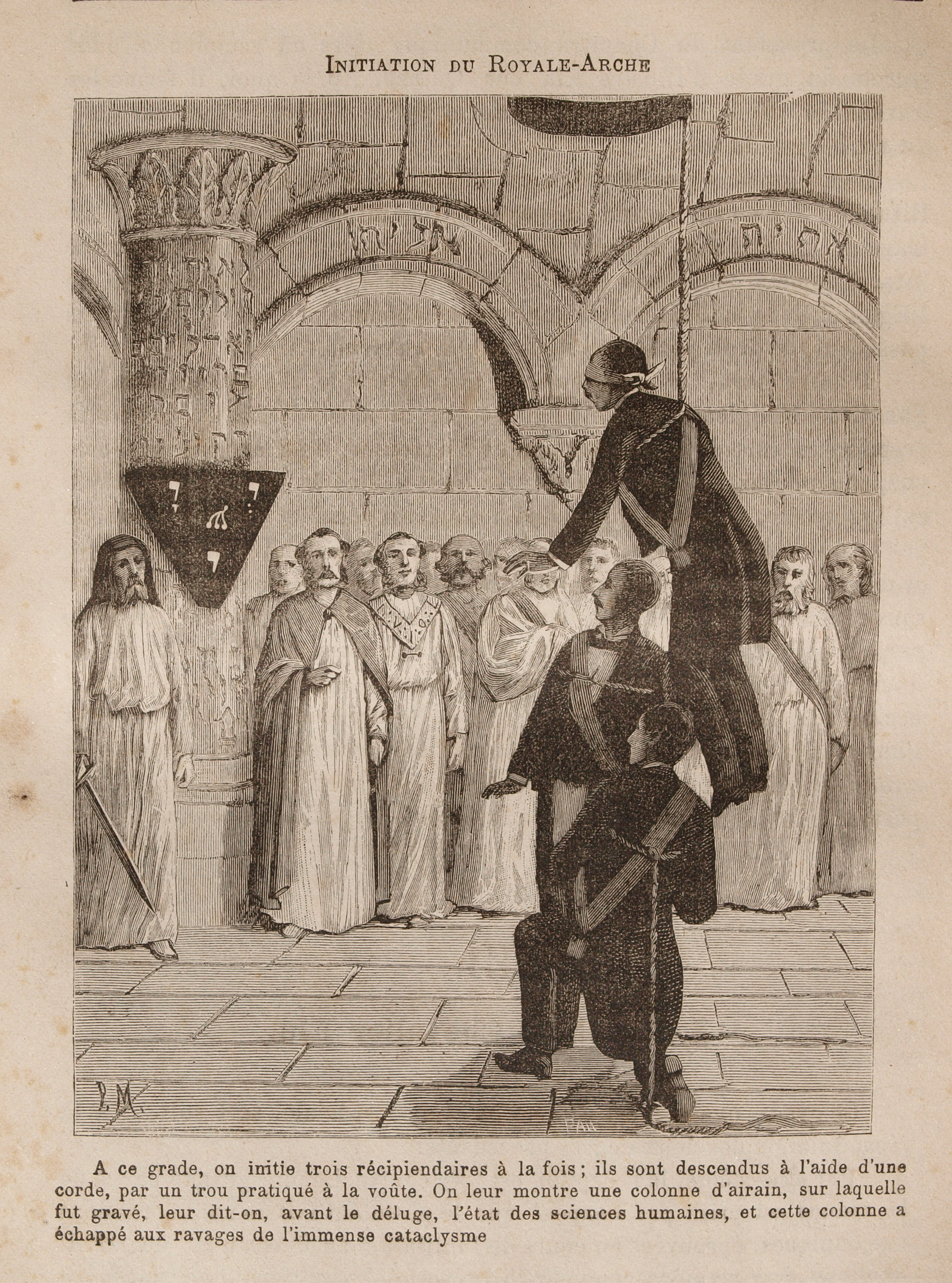
Iniciación al 13e grado de Maestro del Arco Real
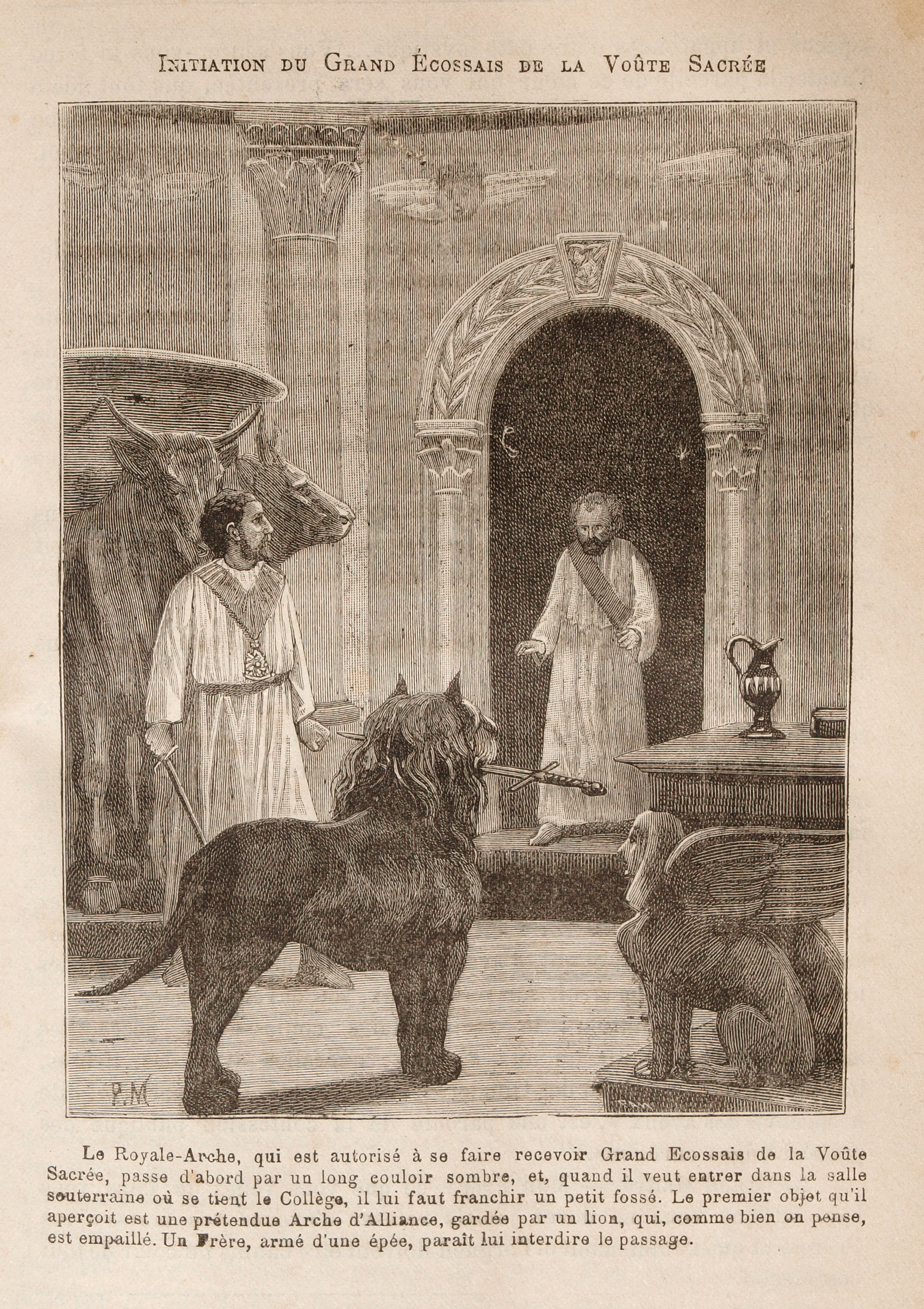
Iniciación al 14e grado de Gran Escocés de la Bóveda Real
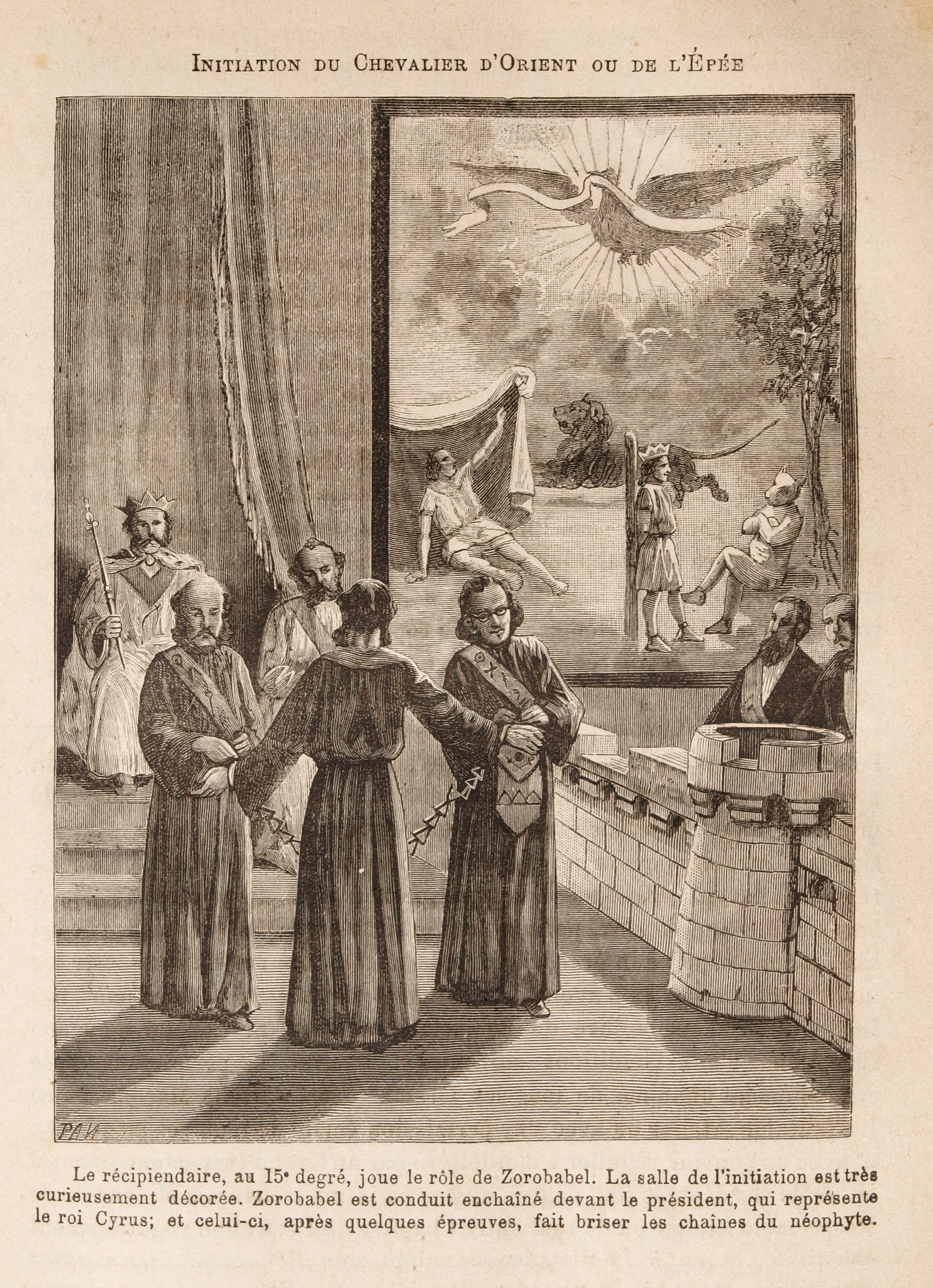
Iniciación al 15e grado de Caballero de Oriente
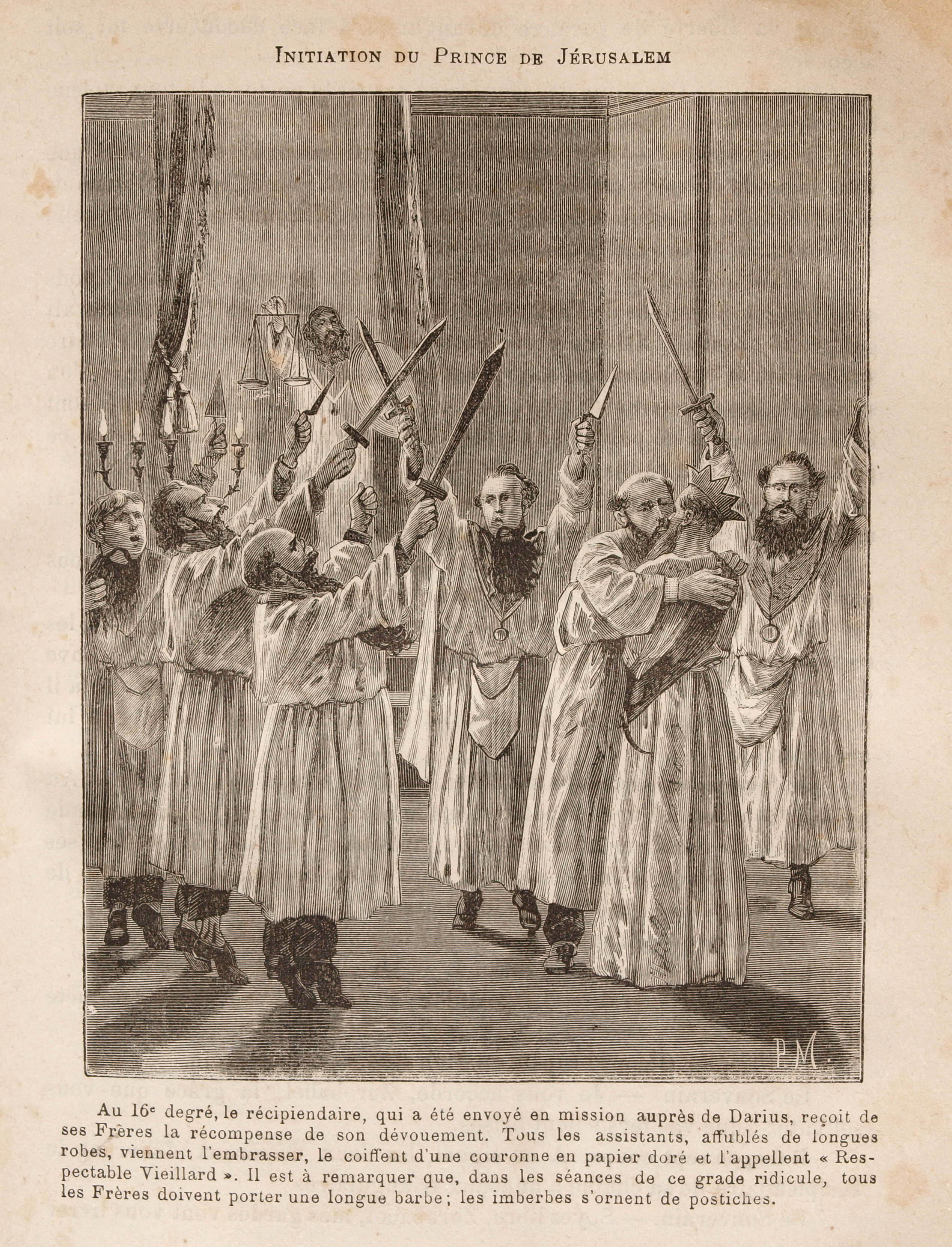
Iniciación al 16e grado de Príncipe de Jerusalén
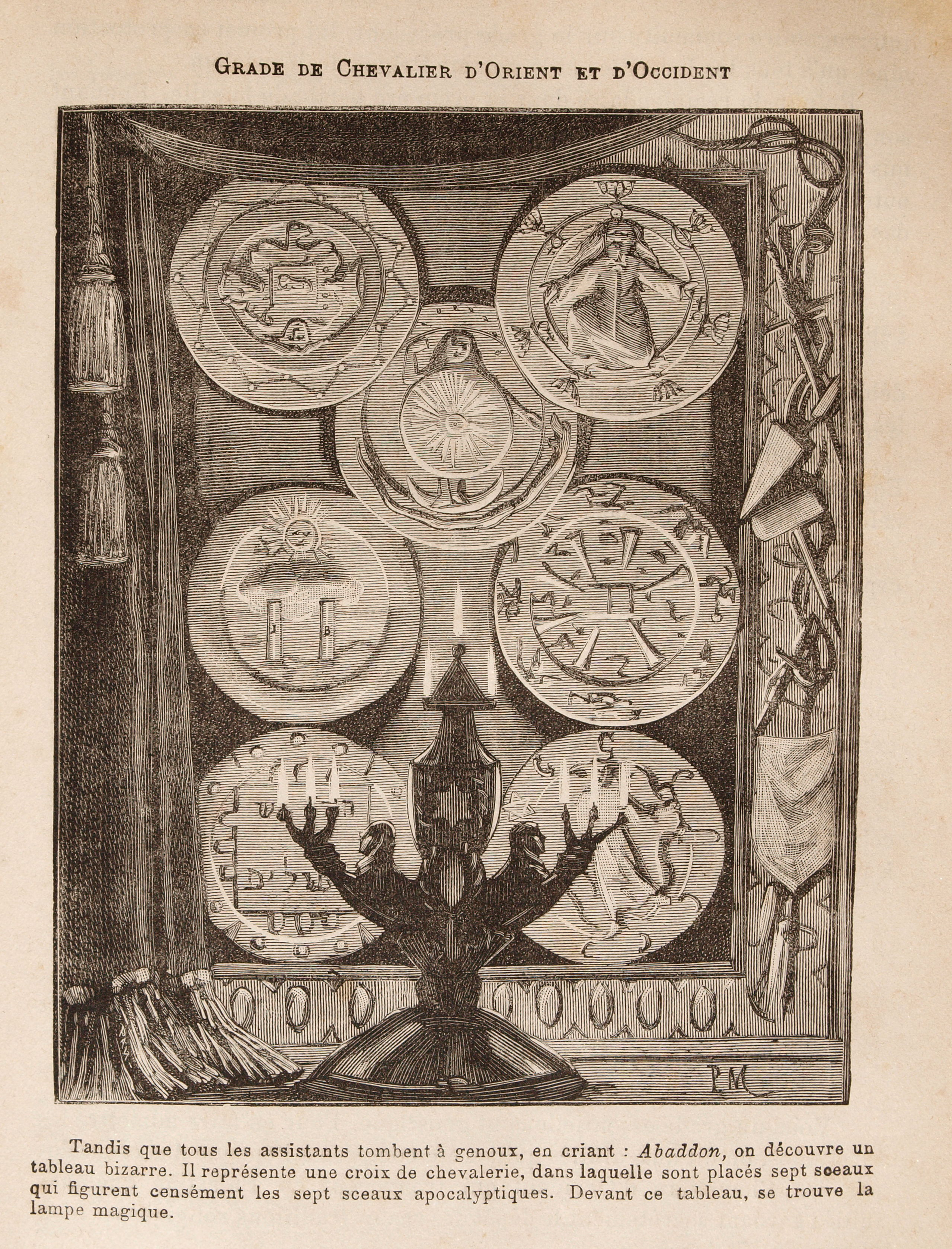
Iniciación al 17e grado de Caballero de Oriente y Occidente
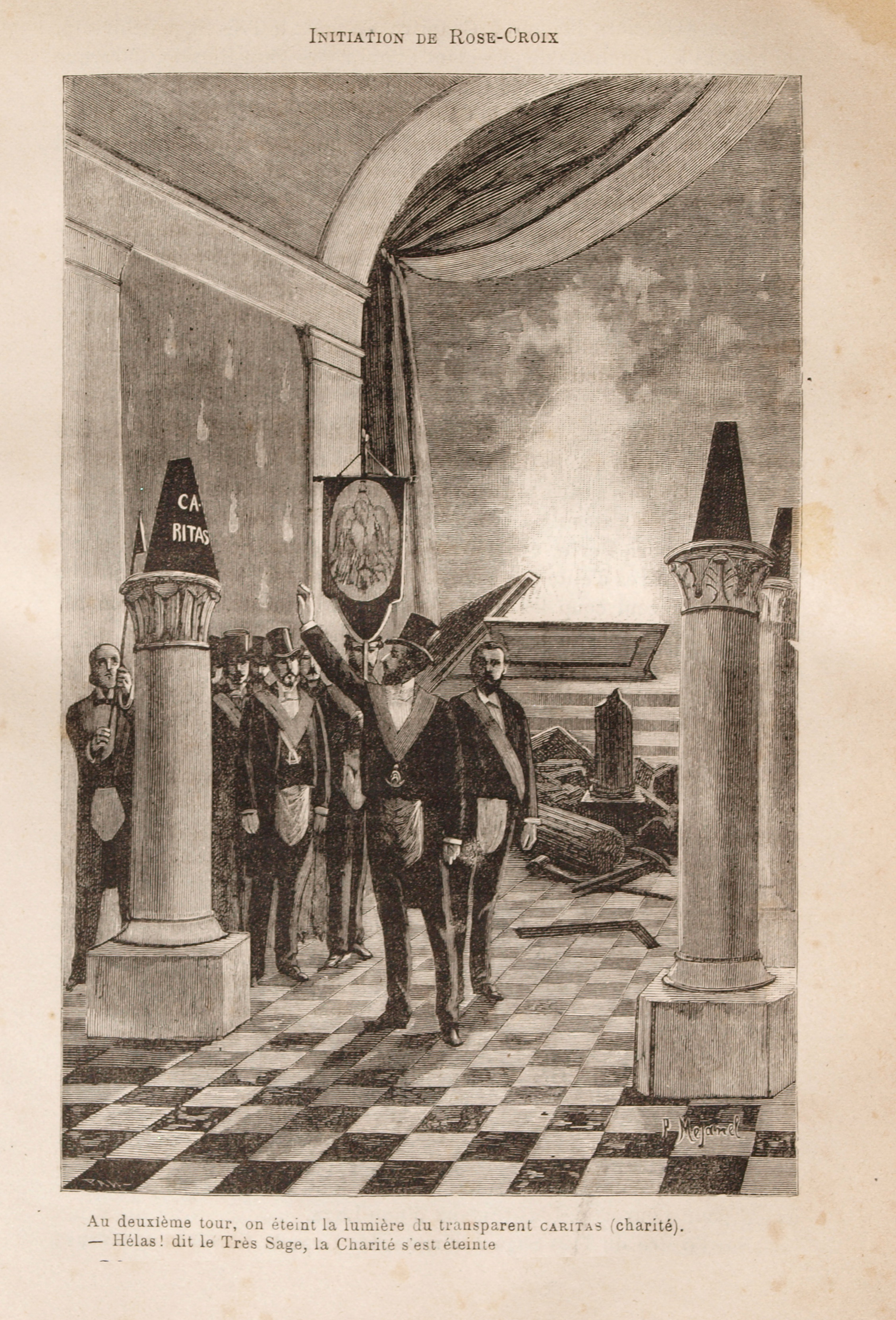
Iniciación al 18e grado de Soberano Príncipe Rosacruz
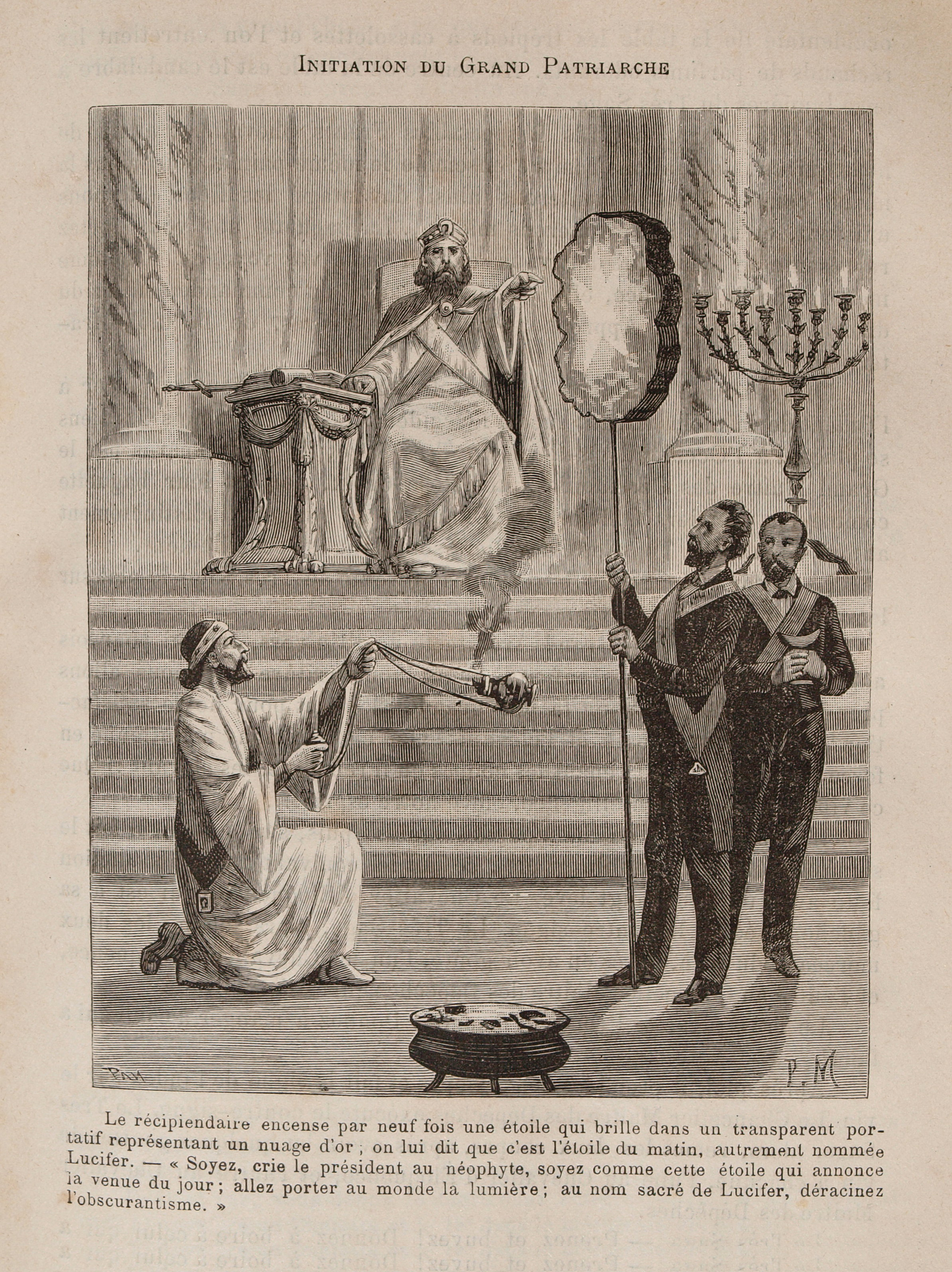
Iniciación al 19e grado de Gran Pontífice o Sublime Escocés
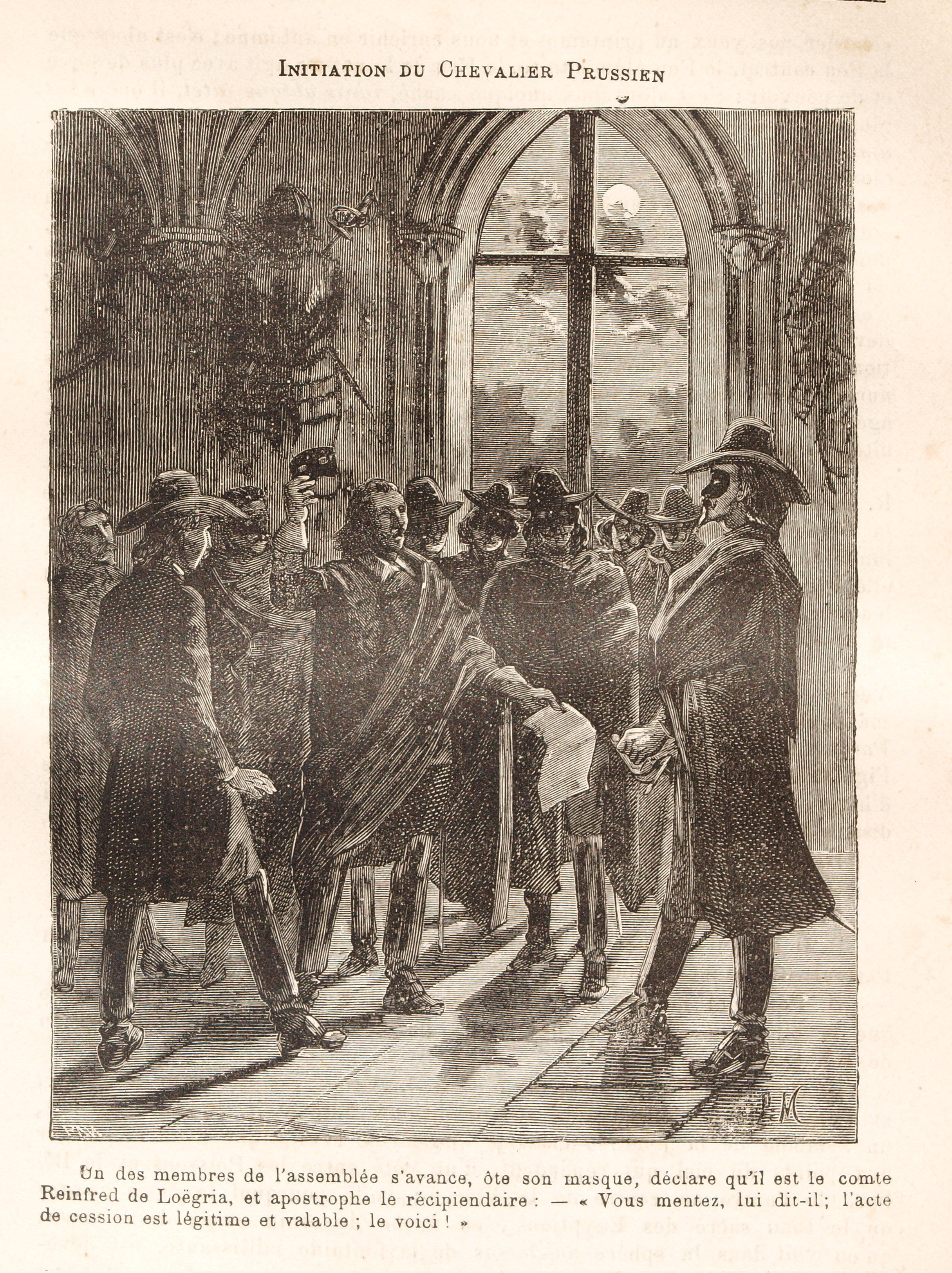
Iniciación al 21e grado de Noaquita o Caballero Prusiano
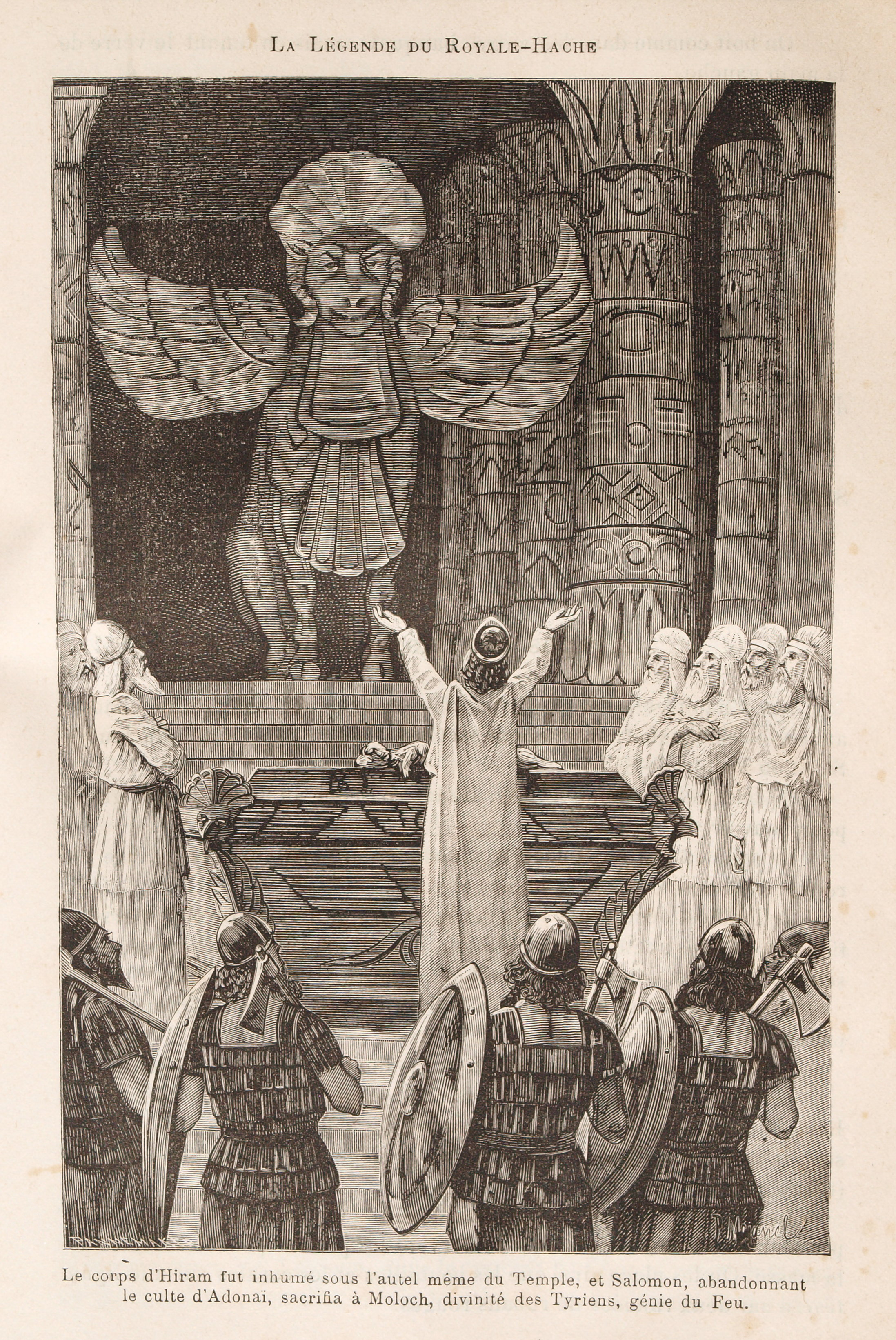
Iniciación al 22e grado de Caballero del Hacha Real
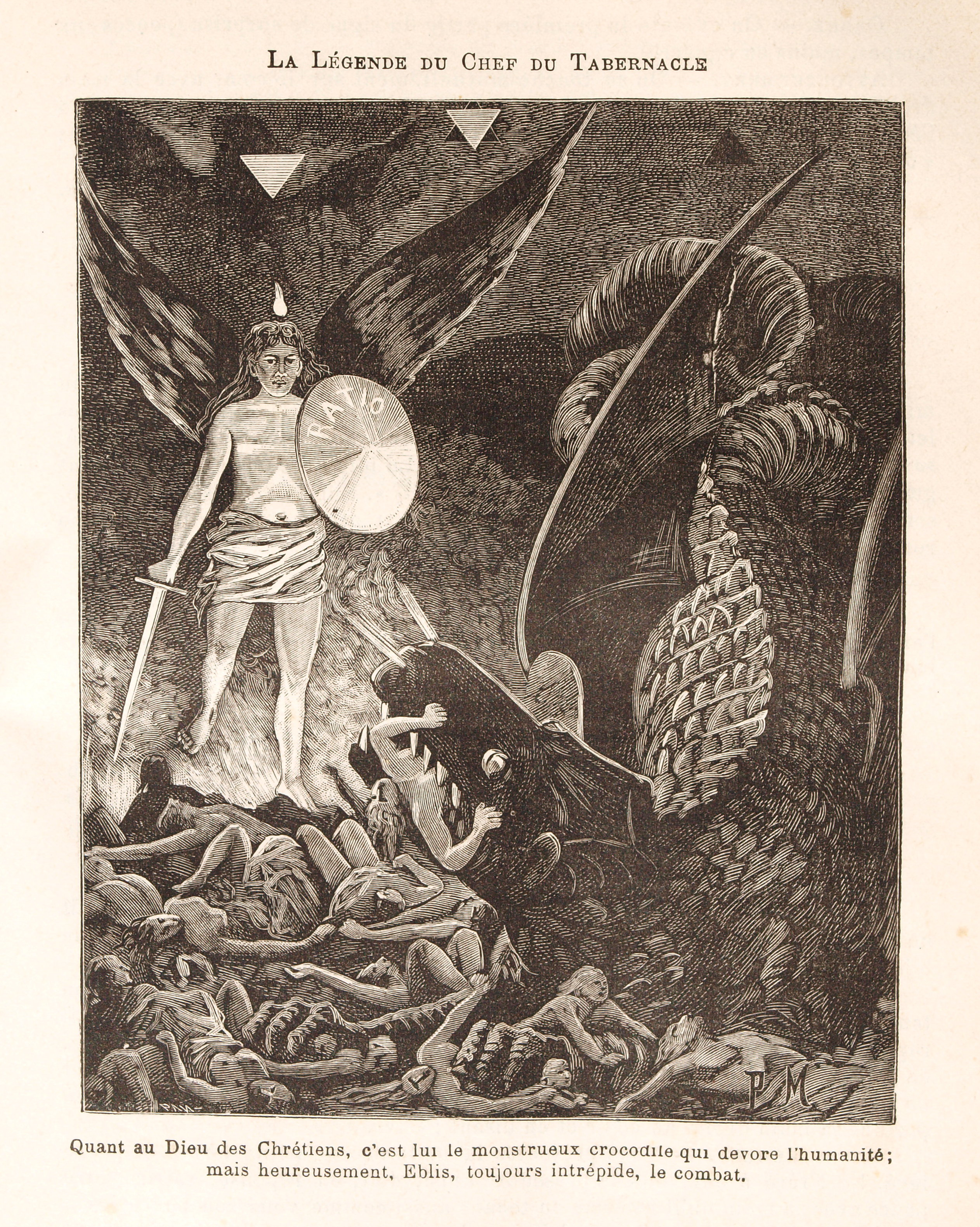
Iniciación al 23e grado de Jefe del Tabernáculo
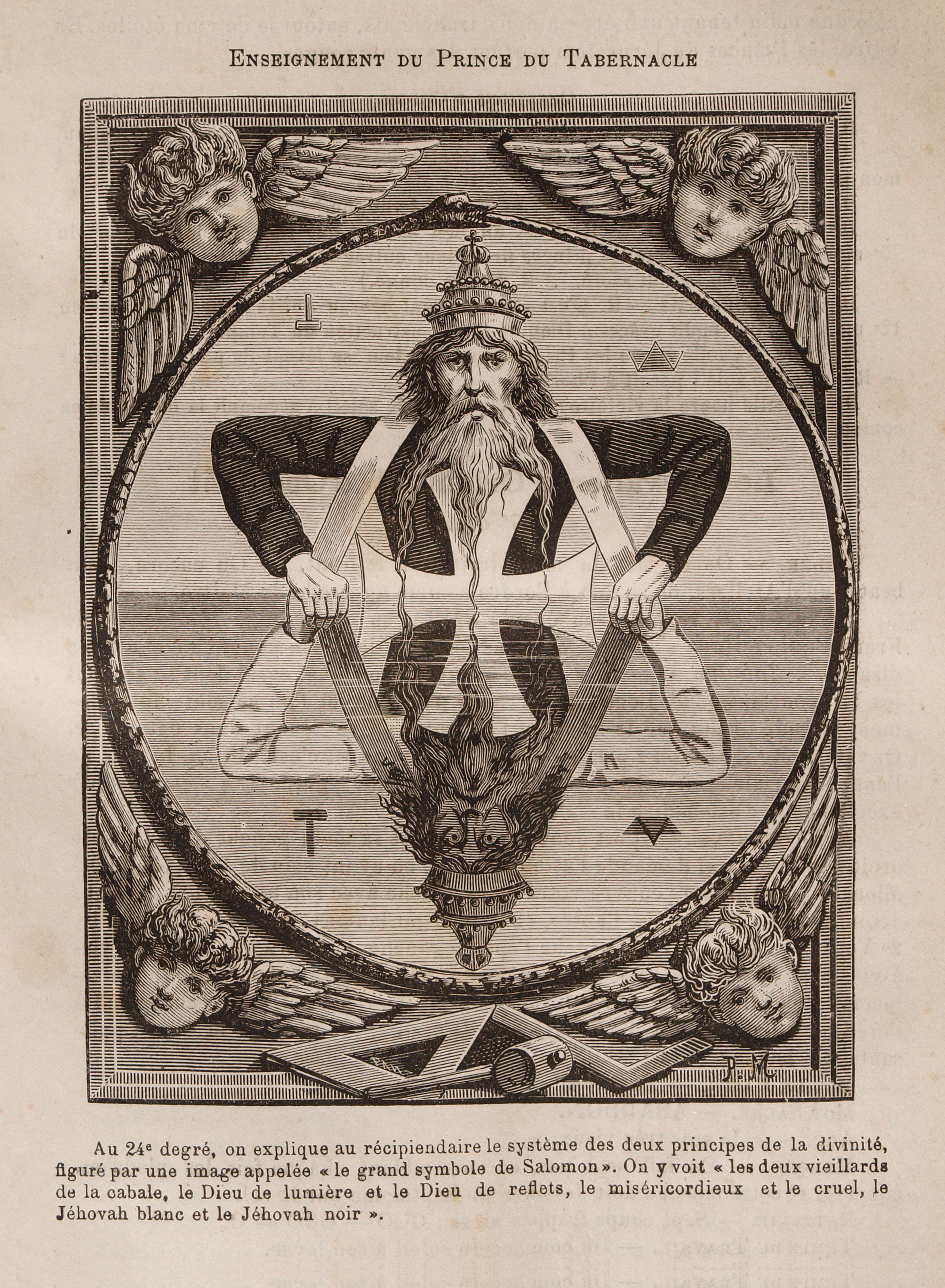
Iniciación al 24e grado de Príncipe del Tabernáculo
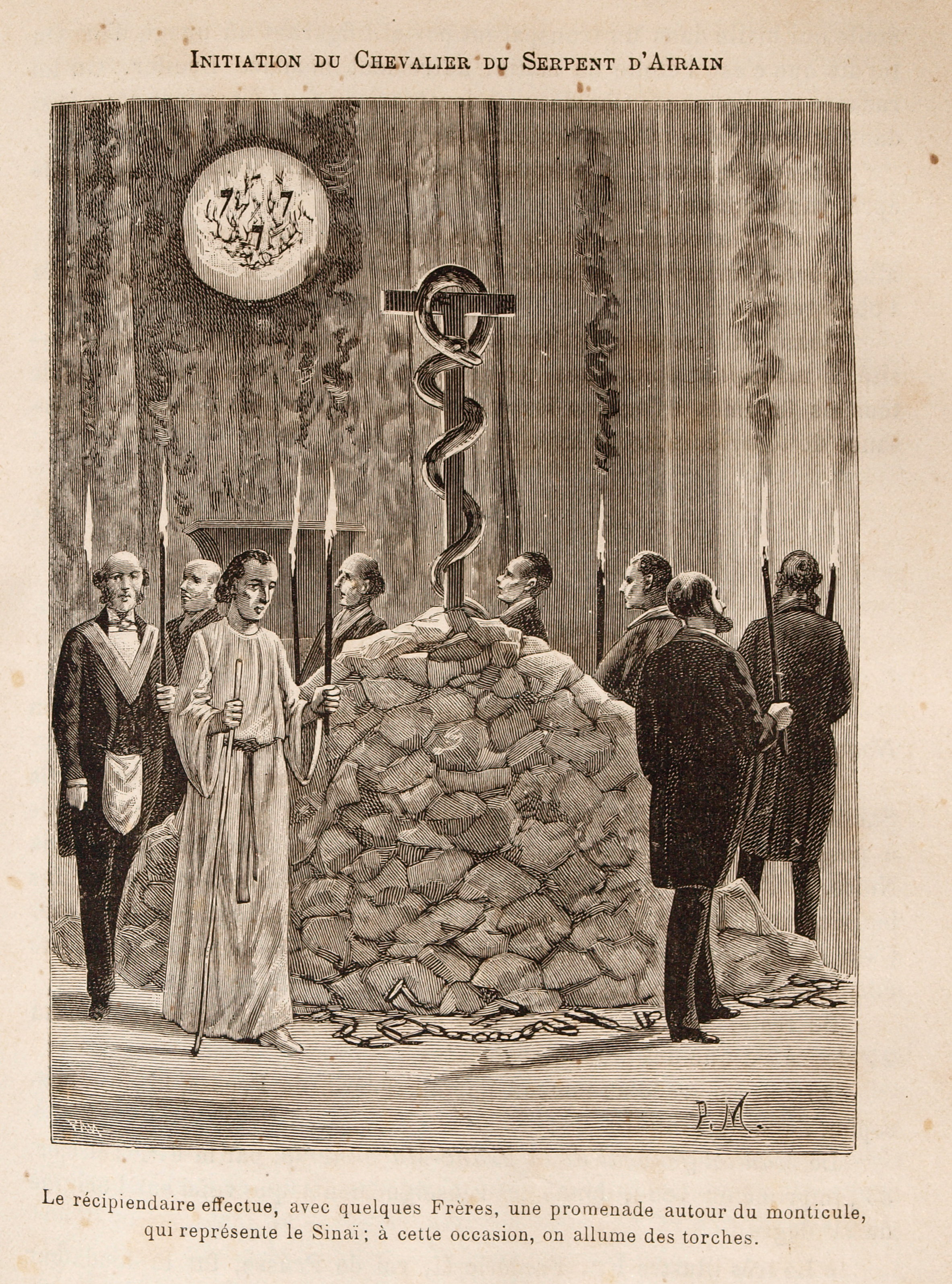
Iniciación al 25e grado de Caballero de la Serpiente de Bronce
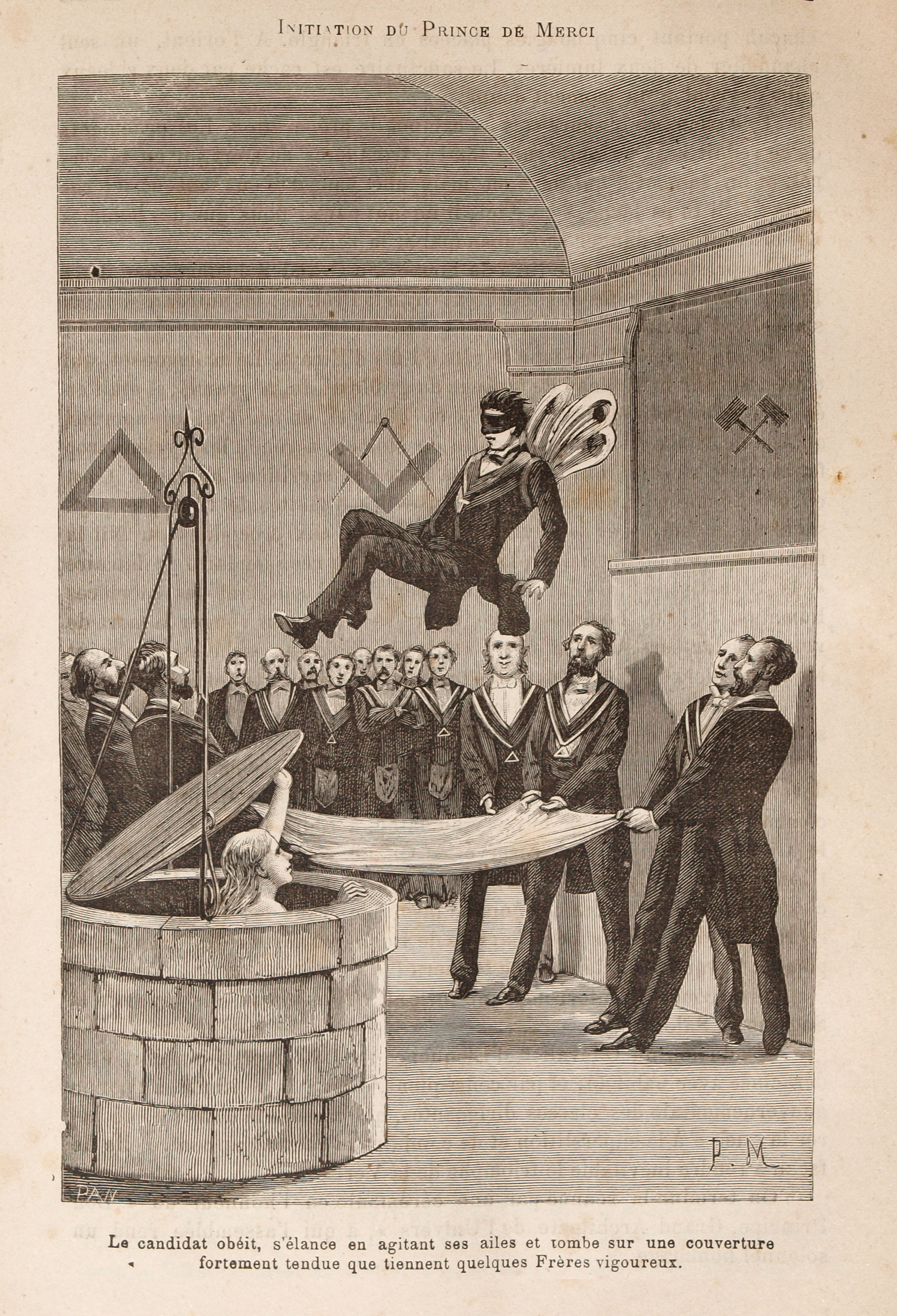
Iniciación al 26e grado de Príncipe de la Misericordia
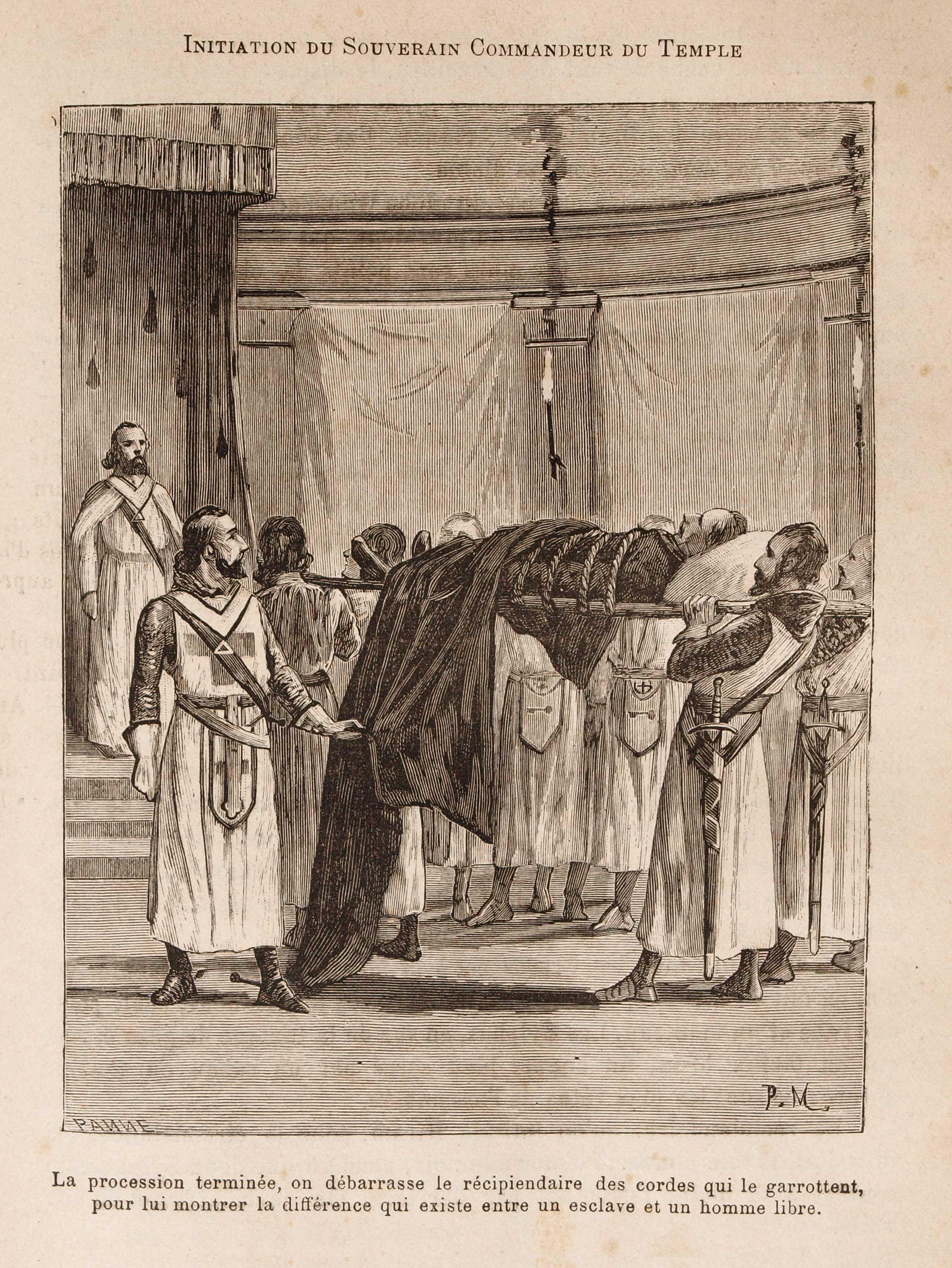
Iniciación al 27e grado de Soberano Comendador del Templo
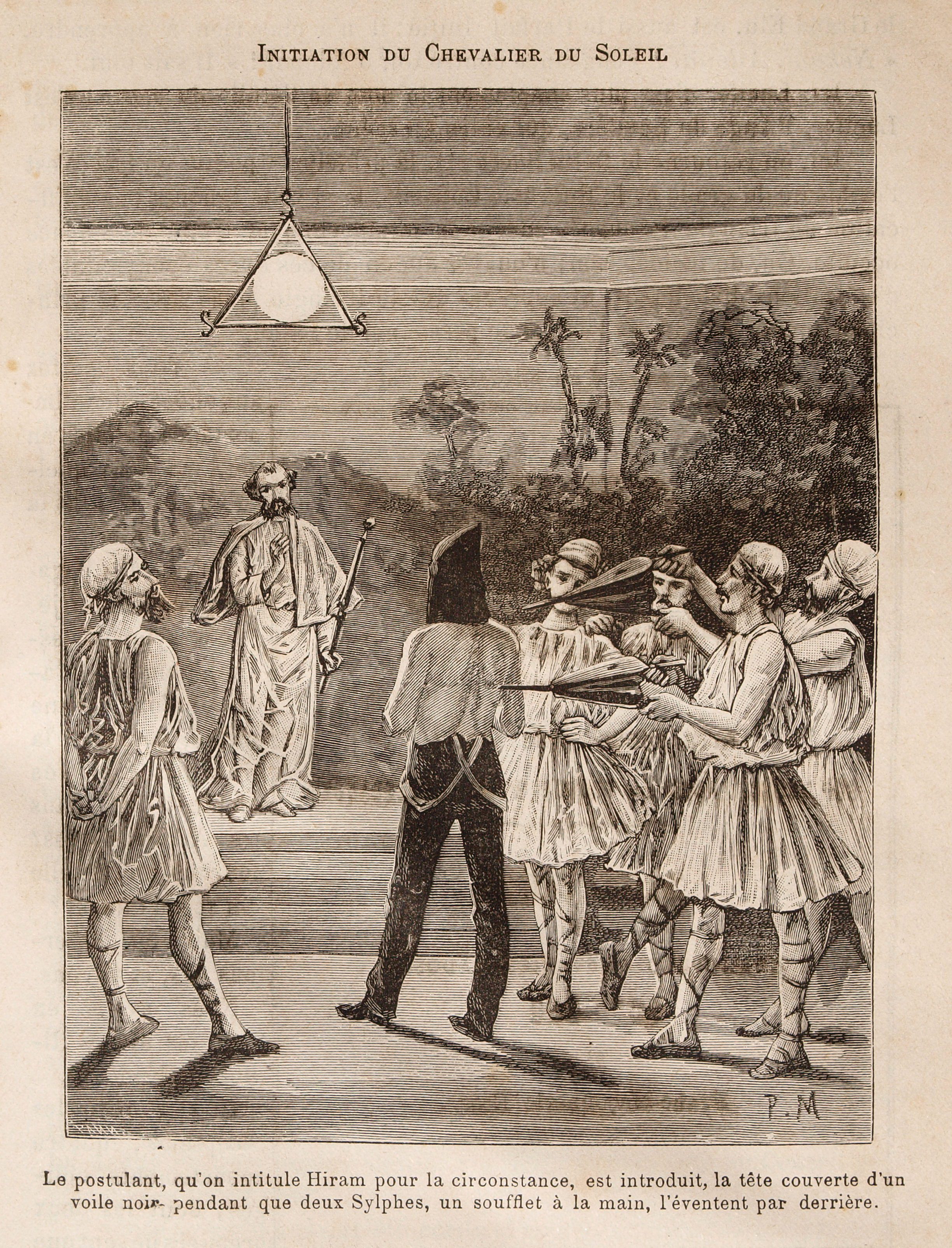
Iniciación al 28e grado de Caballero del Sol
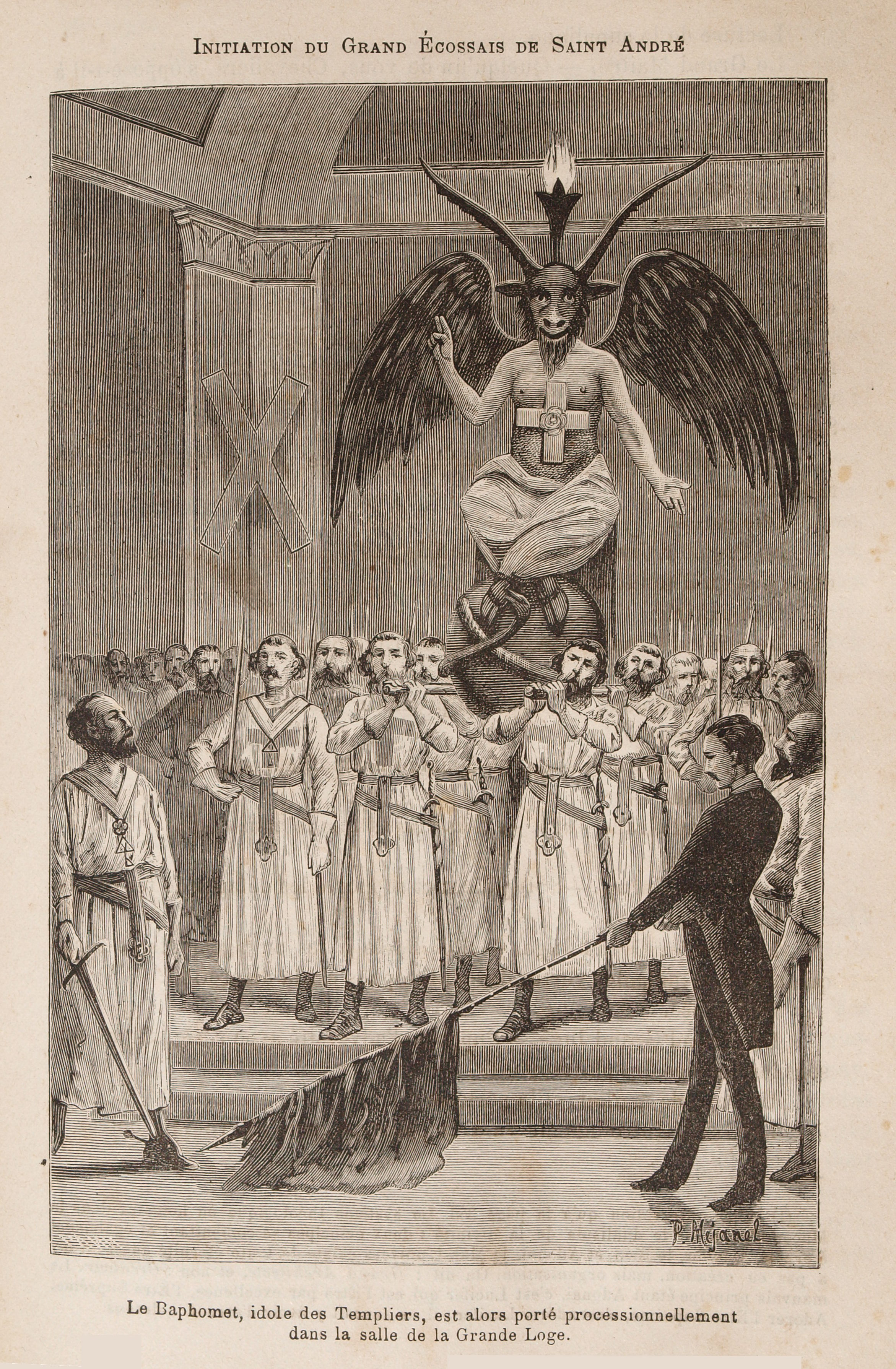
Iniciación al 29e grado de Gran Escocés de San Andrés
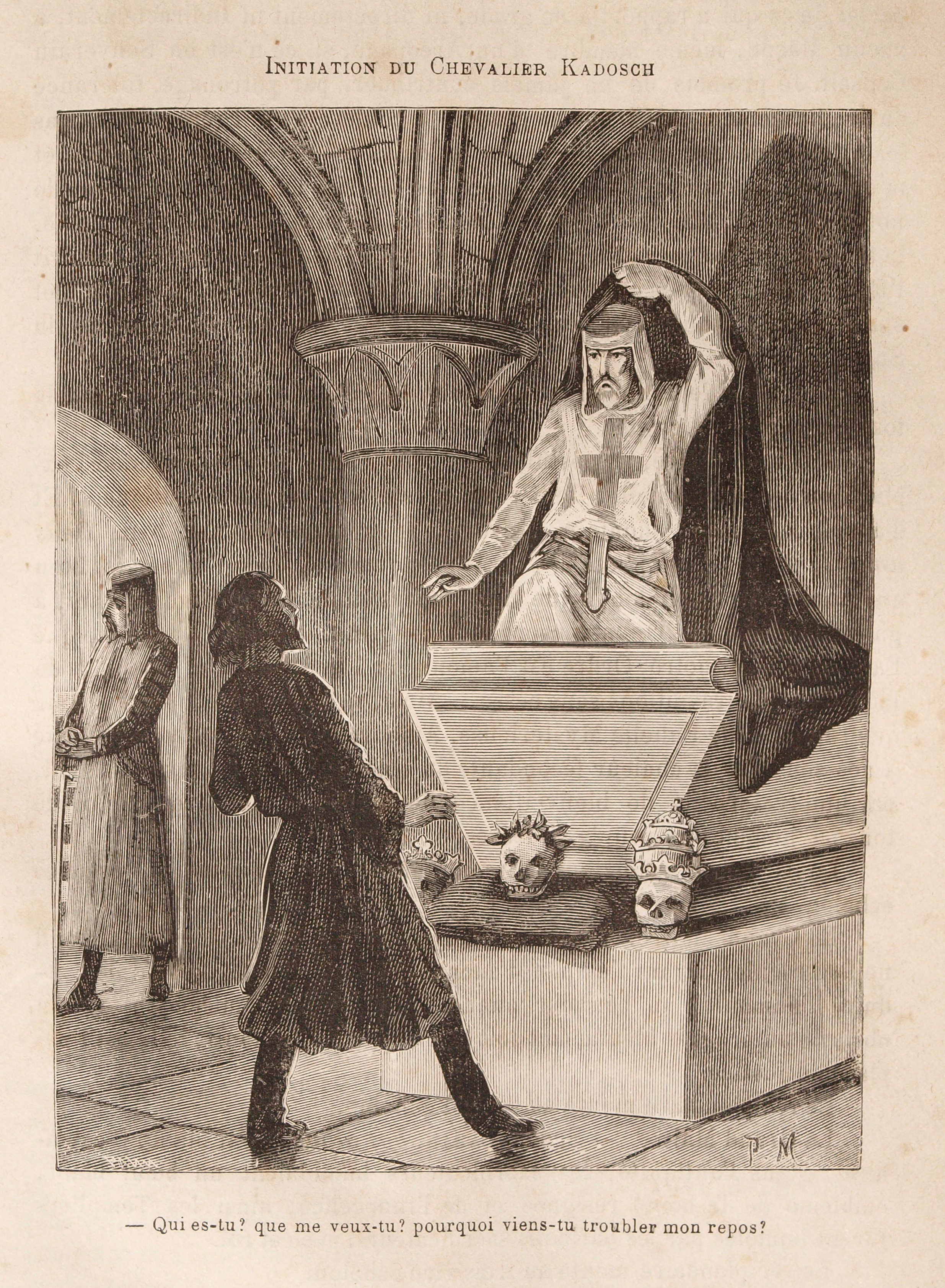
Iniciación al 30e grado de Caballero Kadosh 1)
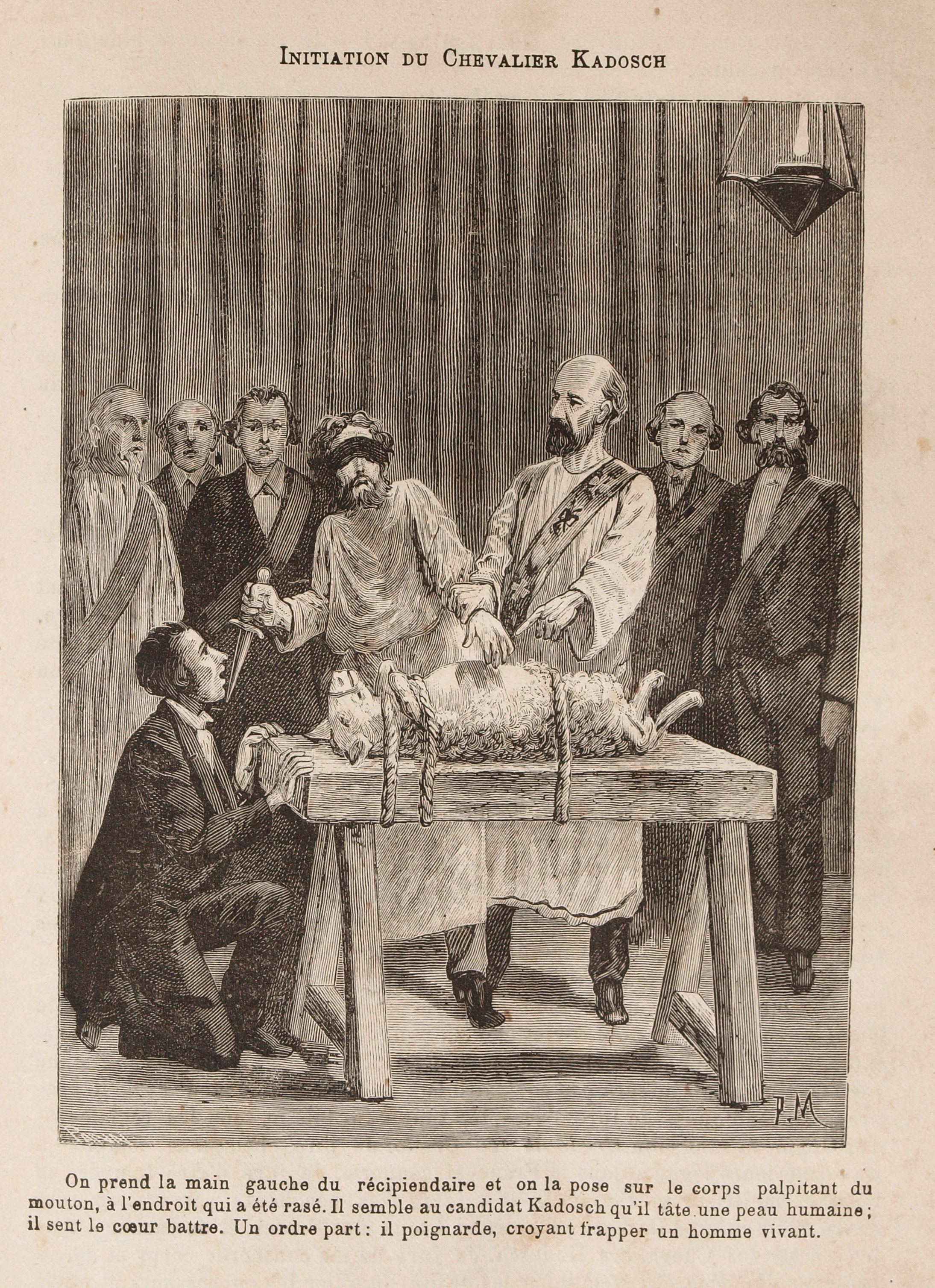
Iniciación al 30e grado de Caballero Kadosh 2)
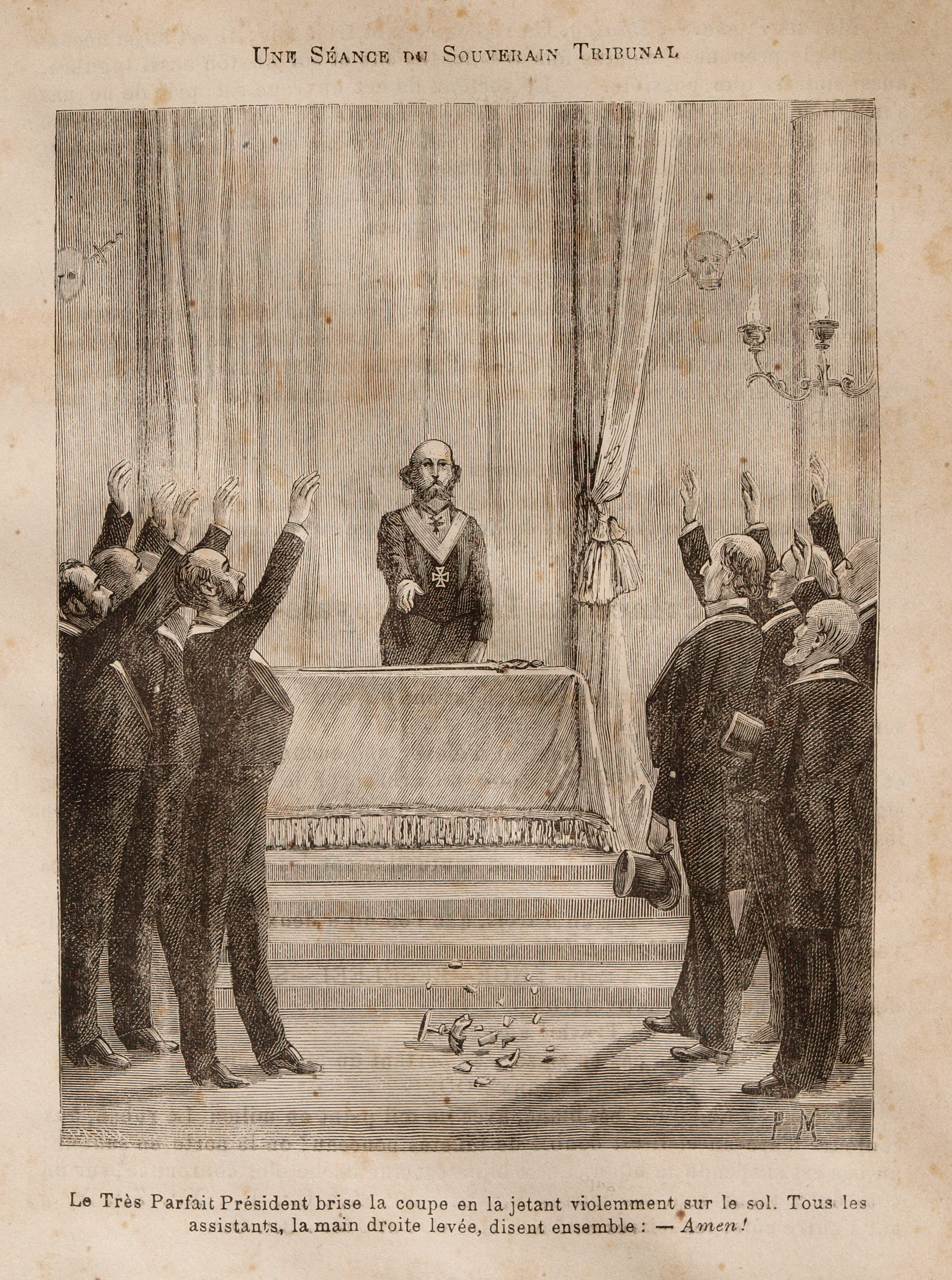
Iniciación al 31e grado de Gran Inquisidor (poder judicial)
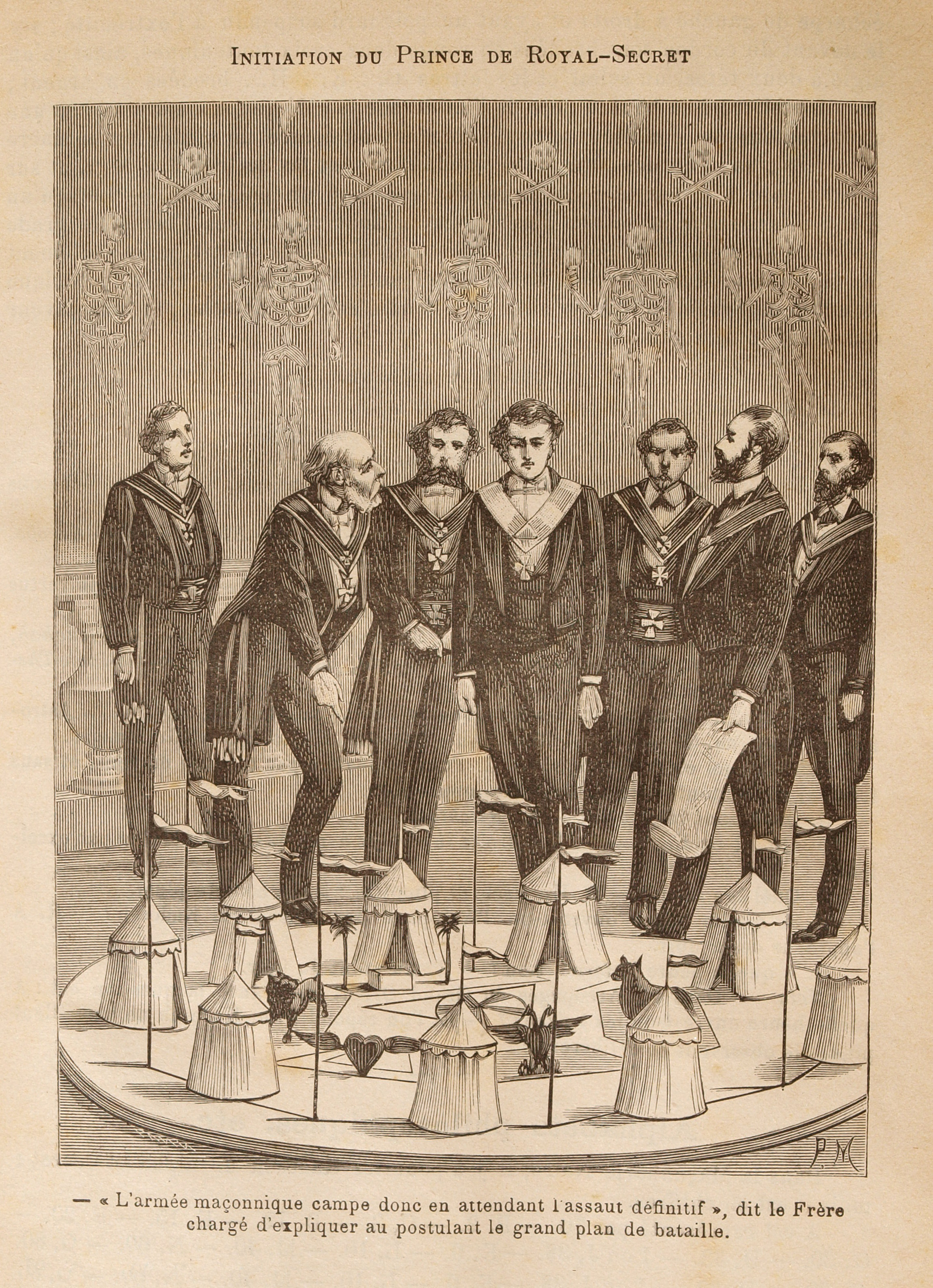
Iniciación al 32e grado de Sublime Príncipe del Real Secreto
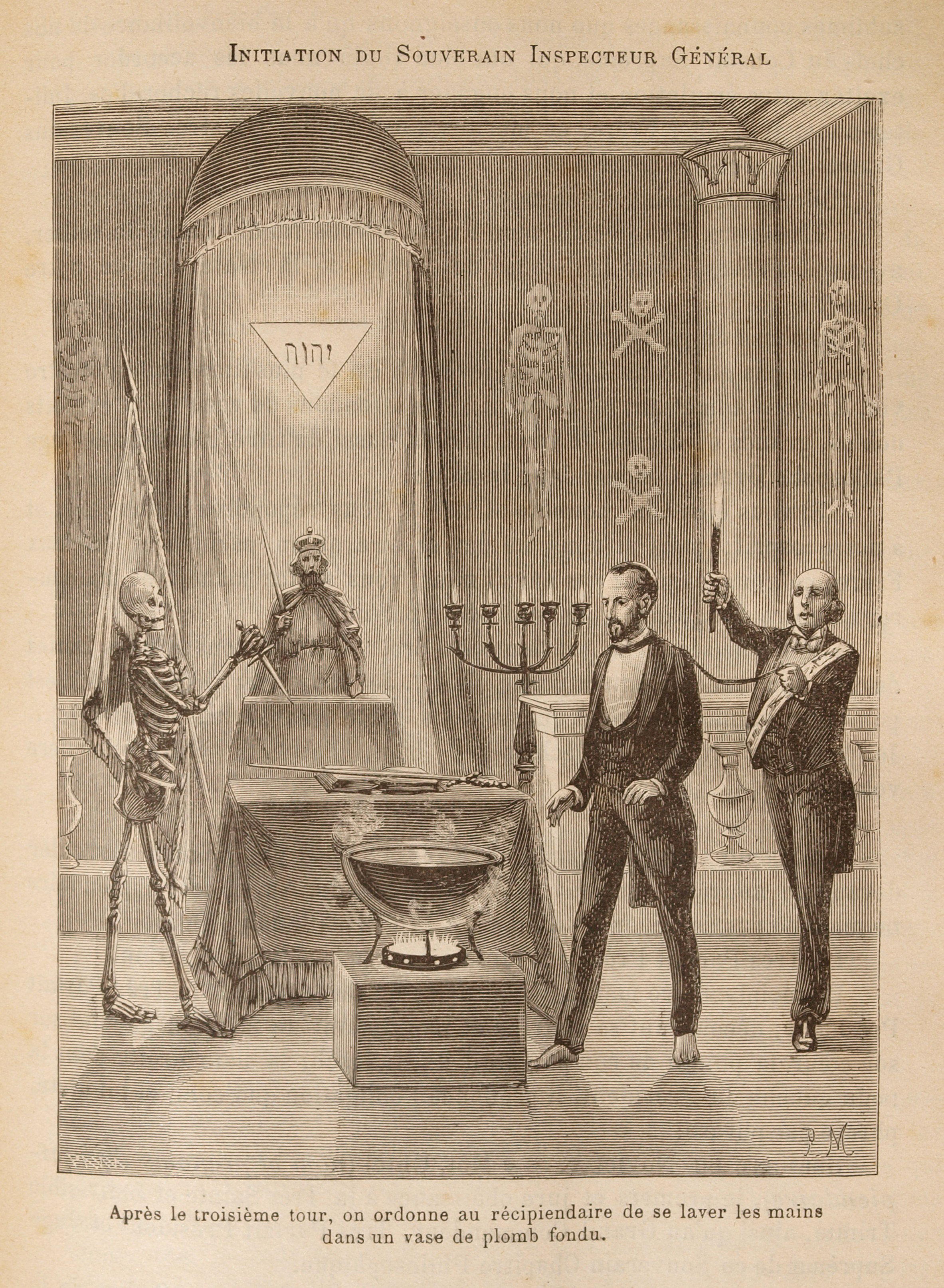
Iniciación al 33e grado de Soberano Gran Inspector General de la Orden